# Аэроэкспресс
ООО «Аэроэкспре́сс» — российская транспортная компания, которая обеспечивает железнодорожное и автобусное сообщение между центром города Москвы и двумя аэропортами Московского авиационного узла.
По названию компании её электропоезда называют «аэроэкспрессами». Также, по аналогии с поездами компании, неформально «аэроэкспрессами» стали называть электропоезда, связавшие с 2008 года международные аэропорты Кольцово с Екатеринбургом и Курумоч с Самарой (отменены в 2009 году).
ООО «Аэроэкспресс» входит в Международную ассоциацию интермодальных перевозчиков International Air Rail Organization (IARO) с 2009 года. Штаб-квартира компании расположена в Шереметьеве.
Максимальное число пассажиров, 20,1 млн, компания «Аэроэкспресс» перевезла в 2013 году. После достигнутого пика число пассажиров год от года снижалось, что связано с уменьшением числа авиапассажиров, в том числе. За 2016 год и 2017 год компания перевезла по 11,6 млн пассажиров — это на 10,6 % меньше, чем в 2015 году. В 2016 году доля «Аэроэкспресса» в главном ареале своей деятельности — перевозке пассажиров до московских аэропортов — оказалась самой низкой за 10 лет работы компании. —
По итогам 2018 года поездами «Аэроэкспресс» было перевезено 12,1 млн пассажиров, что на 3,4 % больше по сравнению с 2017 годом. В 2019 году — 12,2 млн.
По итогам 2022 года, оборот компании составил 4,91 миллиарда рублей, прибыль — 156,89 миллиона рублей.

## История
Компания «Аэроэкспресс» была создана в 2005 году и является единым оператором по перевозке авиапассажиров московских аэропортов Домодедово и Шереметьево с центральных железнодорожных вокзалов Москвы, а также осуществляла до августа 2015 года пригородные пассажирские перевозки в подмосковный город Лобня и до августа 2024 года в Московский аэропорт Внуково.
В 2011 году «Аэроэкспресс» создал компанию РЭКС («Регион-экспресс»), осуществляющую пассажирские железнодорожные перевозки на пригородных направлениях. Первый рейс был выполнен 3 октября 2011 года до подмосковной Лобни. Позже управление данной компанией было передано в ЦППК.
15 февраля 2012 года компания «Аэроэкспресс» впервые начала перевозки за пределами московского региона, открыв сообщение между аэропортом Сочи и центральным железнодорожным вокзалом Сочи. С 1 мая 2013 года официальным перевозчиком в Сочи является ОАО «РЖД». До ноября 2014 года «Аэроэкспресс» выступал агентом по продаже билетов и обслуживанию пассажиров.
20 июля 2012 года запущен аэроэкспресс на линии Владивосток — аэропорт Кневичи.
22 мая 2013 года, в преддверии Летней Универсиады 2013 года, запущен аэроэкспресс сообщением между Казанью и одноимённым аэропортом.
В феврале 2012 года компания арендовала депо имени Ильича для проведения сервисного обслуживания и ремонта подвижного состава. «Аэроэкспресс» — первый частный перевозчик в пригородном пассажирском сообщении, самостоятельно обслуживающий эксплуатируемый подвижной состав. В 2014 году завершились общестроительные работы второй очереди, в ходе которых депо будет адаптировано для обслуживания двухуровневого подвижного состава. Депо было отремонтировано за счёт собственных средств компании. Общий объём инвестиций 2012—2014 годах составил порядка 1147 млн рублей. В феврале 2014 года был заключён контракт со Stadler Rail Group на поставку 172 вагонов на сумму 380 млн евро.
19 января 2015 года руководство компании объявило о прекращении деятельности в Казани и Владивостоке и передаче сообщения и инфраструктуры местным перевозчикам. В качестве причин названы убыточность перевозок, нерешённый вопрос о компенсации понесённых убытков со стороны регионов и повышение стоимости использования инфраструктуры РЖД.
По итогам 2016 года пассажиропоток «Аэроэкспресса» снизился по сравнению с 2015 годом на 10,6 %, до 11,6 млн человек, на этом же уровне пассажиропоток остался и в 2017 году. В 2016 году контракт со Stadler Rail Group был изменён в связи со снижением пассажиропотока, вызванного сокращением числа авиапассажиров. Количество вагонов уменьшилось до 62 (11 поездов) и их стоимость оценивалась в 183,9 млн евро.
В 2017 году «Аэроэкспресс» начал эксплуатацию двухэтажных поездов серии ЭШ2 производства Stadler, которые прошли сертификацию в России в августе. Первые составы отправились: с Киевского вокзала до аэропорта Внуково — 27 октября, а с Павелецкого вокзала до аэропорта Домодедово — 22 ноября. Были заменены все поезда на Домодедовском и Внуковском направлениях, в Шереметьево же из-за низкого габарита Тверского путепровода возле Белорусского вокзала двухэтажные поезда пускать не планировалось. Однако, в 2019 году в связи с растущим пассажиропотоком аэропорта были проведены повторные практические замеры и подтверждена возможность пропуска поездов под путепроводом без нарушений технических требований. Таким образом, 9 ноября 2019 года компания запустила в рейс первый двухэтажный «Аэроэкспресс» производства швейцарской фирмы Stadler с Белорусского вокзала в аэропорт Шереметьево. По информации перевозчика, двухэтажные поезда «Аэроэкспресс» позволяют перевозить на 20-25 % больше пассажиров. Новые составы способны развивать скорость до 160 км/ч. Каждый вагон оснащён несколькими экранами, розетками, трансформирующимися креслами и бесплатной Wi-Fi сетью.
В 2018 году компанией были введены две промежуточные остановки. В сентябре аэроэкспрессы Шереметьевского направления начали делать остановку на платформе Окружная, а также в декабре на новой платформе Верхние Котлы на пути в Домодедово и обратно.
В июле 2019 года «Аэроэкспресс» и ЦППК запустили совместные рейсы Шереметьево — Одинцово. На участке аэропорт Шереметьево — Белорусский вокзал поезда продолжили следование в режиме аэроэкспресса, а на участке Белорусский вокзал — Одинцово — со всеми остановками. Проект был запущен в пилотном режиме, чтобы рассмотреть возможность продления маршрута для удобства пассажиров.
15 октября того же года был запущен регулярный автобусный экспресс-маршрут «Аэроэкспресс» от станции метро «Ховрино» до аэропорта Шереметьево. Экспресс-автобусы доставляют пассажиров к терминалам В, С, D и останавливаются непосредственно у входа в терминал. Маршрут экспресс-автобусов проходит по платной трассе М-11 без дополнительных остановок, таким образом время в пути составляет порядка 20 минут.
С 21 ноября 2019 года маршруты всех экспрессов от аэропорта Шереметьево были продлены до Одинцова в связи с запуском Московских центральных диаметров. Интервал отправления сохранился прежний — каждые 30 минут, но время в пути между аэропортом и Белорусским вокзалом увеличилось с 35 до 50 минут. На участке от Одинцова до Белорусского вокзала поезда идут со всеми остановками, на участке от Одинцова до Окружной действуют тарифы МЦД. От Белорусского вокзала в направлении Шереметьево поезда следуют с остановками на Савёловском вокзале (вновь добавленная) и платформе Окружная, при этом становятся также доступны услуги по тарифу «Бизнес».

## Собственники и руководство
Владельцы (по состоянию на 2017 год):
- 25 % — ОАО «Российские железные дороги»;
- 45,84 % — ООО «Дельта-Транс-Инвест» (входит в группу компаний «Трансгрупп АС»);
- 17,5 % — Искандер Махмудов;
- 11,66 % — Андрей Бокарев.

Генеральный директор
- Алексей Криворучко (2010—2018)
- Михаил Ковальский (2018; и. о.)[23]
- Алина Бисембаева (2018—2021)[24]
- Андрей Акимов (2021 — н. в.)[25]

## Показатели деятельности
Максимальное число пассажиров за год — 20,1 миллиона человек «Аэроэкспресс» перевёз в 2013 году, включая маршруты компании в Москве, Казани, Владивостоке, а также пригородный маршрут до города Лобни.
В 2014 году пассажиропоток на московских направлениях распределился следующим образом: Домодедовское направление — 7,6 млн пассажиров. Пассажиропоток на направлении «Белорусский вокзал — Аэропорт „Шереметьево“» составил 6,4 млн пассажиров. На Внуковское направление пришлось 2,6 млн пассажиров. Суммарный пассажиропоток до трёх московских аэропортов составил 16,6 миллиона пассажиров. Доля компании на рынке интермодальных перевозок Московского авиационного узла в 2014 году составила 21,65 %.
Во Владивостоке и Казани объём пассажиропотока «Аэроэкспресс» в 2014 году составил 797 тыс. и 53 тыс. пассажиров соответственно. Что же касается пригородного маршрута «Савёловский вокзал — город Лобня», то здесь объём пассажиропотока составил 2,3 млн человек. Вместе с тем 932 тыс. пассажиров льготных категорий перевезли аэроэкспрессы, включая московское направление, а также региональные маршруты компании.
В 2015 году услугами компании «Аэроэкспресс» по перевозке пассажиров между Москвой и тремя аэропортами Московского авиационного узла воспользовались 13 млн пассажиров, что на 3,6 млн пассажиров меньше, чем в 2014 году.
Данные по пассажиропотокам компании «Аэроэкспресс» между Москвой и аэропортами Московского авиационного узла, в миллионах пассажиров:
| Направление                               | 2009 | 2010 | 2011 | 2012 | 2013 | 2014 | 2015 | 2016 | 2017 | 2018 | 2019 |
| ----------------------------------------- | ---- | ---- | ---- | ---- | ---- | ---- | ---- | ---- | ---- | ---- | ---- |
| Домодедовское направление                 | 4,09 | 4,89 | 6,02 | 7,01 | 7,60 | 7,64 | 5,80 | 5,0  | 4,74 | 4,4  | 4,3  |
| Белорусский вокзал — аэропорт Шереметьево | 1,15 | 3,49 | 4,64 | 5,72 | 6,63 | 6,42 | 4,40 | 4,40 | 4,70 | 5,2  | 5,4  |
| Внуковское направление                    | 1,22 | 1,70 | 1,75 | 2,09 | 2,63 | 2,57 | 2,76 | 2,20 | 2,23 | 2,5  | 2,5  |
| Всего                                     | 6,8  | 10,1 | 12,4 | 14,8 | 16,9 | 16,6 | 13,0 | 11,6 | 11,7 | 12,1 | 12,2 |

В 2016 и 2017 годах «Аэроэкспресс» перевёз по 11,6 млн человек, пассажиропоток сократился на 10,6 %. Выручка составила 5,9 млрд рублей (-2,7 % к 2015), чистая прибыль — 1,1 млрд рублей (-25 %). Понижательная тенденция связана с падением пассажиропотока московских аэропортов — во Внуково с 2,8 до 2,2 млн человек, Домодедово — с 5,8 до 5 млн, в Шереметьево показатели на уровне 2015 года — 4,4 млн человек.
Доля «Аэроэкспресса» в перевозке пассажиров до московских аэропортов в 2016 году оказалась самой низкой за 10 лет деятельности компании. После достигнутого пика число пассажиров год от года снижалось, поскольку меньше становится число авиапассажиров. Ещё одной причиной снижения спроса на услуги Аэроэкспресса и проигрыша конкуренции такси и каршеринговым сервисам оказались достаточно дорогие билеты, 500 рублей за пассажира, что в то время вызывало отказы от семейных и групповых поездок в пользу автотранспорта, поскольку стоимость такси из Москвы в любой аэропорт составляла около 1000 рублей, а услуги каршеринга могли обходиться ещё дешевле.
В 2018 году компания ввела новые групповые тарифы, скидки для гостей из регионов, промежуточные остановки на платформах Окружная и Верхние Котлы, на Домодедовском направлении были добавлены новые рейсы, завершились работы по обновлению подвижного состава на Домодедовском и Внуковском направлениях. Благодаря данным мероприятиям пассажиропоток ООО «Аэроэкспресс» в 2018 году вырос на 3,4 % по сравнению с 2017 годом, до 12,1 млн пассажиров. Затем — до 12,2 млн в 2019 году.
Также в августе 2019 года рейтинговое агентство «Эксперт РА» подтвердило рейтинг кредитоспособности компании на уровне ruBB+, а ведущий российский ИБ-интегратор «Информзащита» подтвердил полное соответствие применяемых в «Аэроэкспресс» политик информационной безопасности требованиям стандарта PCI DSS v 3.2.1.
Точность следования поездов «Аэроэкспресс» в 2017—2018 годах, по данным самой компании, составила 99,8 %.

## Города и линии

### Действующие маршруты (Москва)
Билеты на поезда «Аэроэкспресс» можно приобрести несколькими способами: в кассах, билетопечатающих автоматах, на турникетах с помощью технологии Pay@Gate, на сайте www.aeroexpress.ru, через мобильное приложение (iOS и Android) и у мобильных кассиров в аэропортах.
С 1 декабря 2023 года стоимость проезда в поездах «Аэроэкспресс» составляет:
- 550 рублей в вагоне стандартного класса (525 при покупке за сутки до поездки, 500 при покупке за неделю до поездки);
- 1200 рублей в вагоне бизнес-класса[41].

Стоимость проезда в экспресс-автобусах между станцией метро «Ховрино» и аэропортом Шереметьево составляет 300 рублей.
Стоимость проезда в экспресс-автобусах между станцией метро «Домодедовская» и аэропортом Домодедово составляет 300 рублей.
Доступны абонементы на 10 и 15 поездок в поездах «Аэроэкспресс», а также абонемент на 15 поездок в экспресс-автобусах.

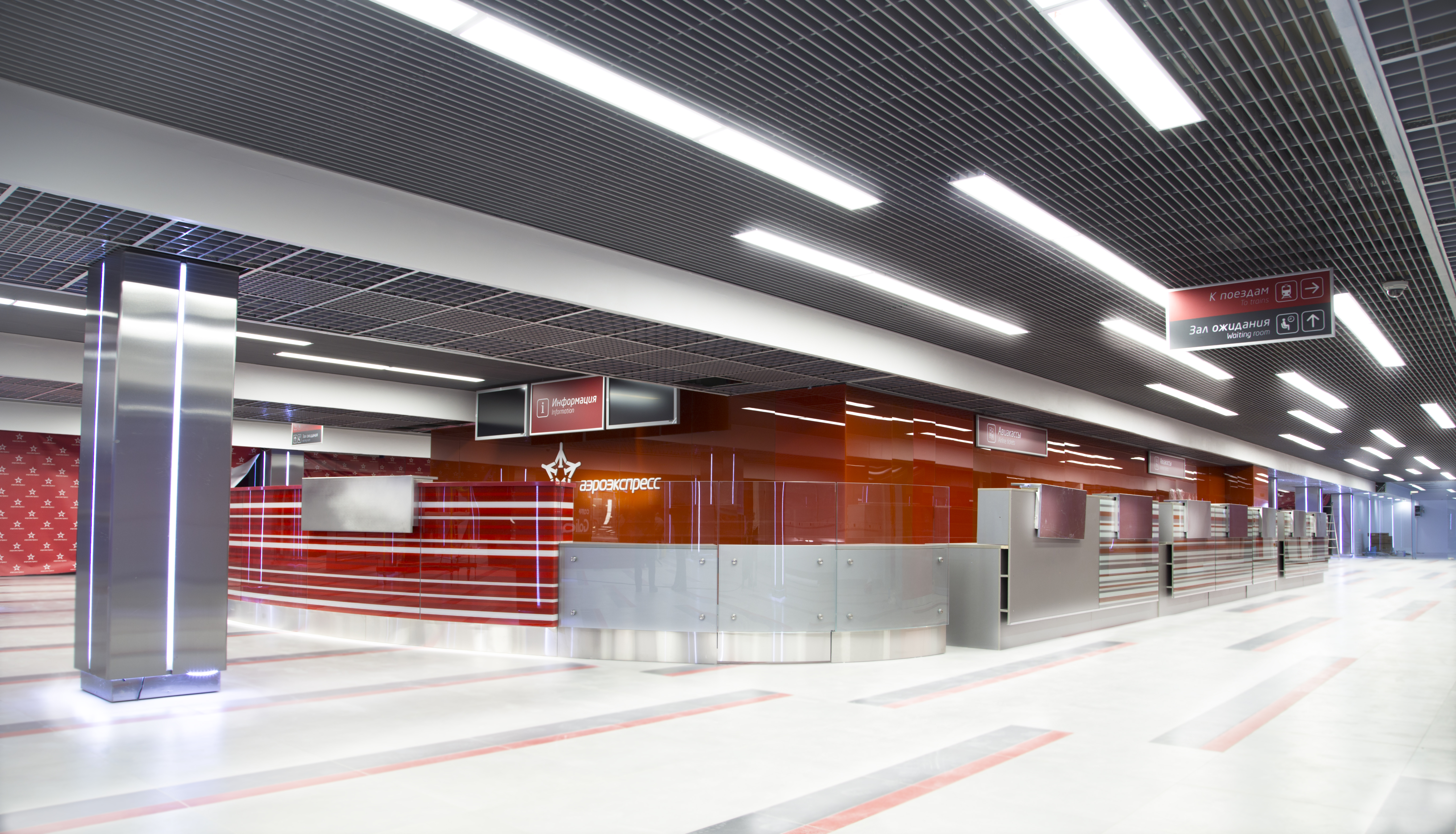
Зал «Аэроэкспресс» на Павелецком вокзале

#### Павелецкий вокзал — аэропорт Домодедово
Первый экспрессный маршрут между Павелецким вокзалом и платформой Аэропорт-Домодедово в международном аэропорту Домодедово был открыт в августе 2002 года на уже существовавшей линии с маршрутами обычных электропоездов. Для маршрута был сконструирован специальный электропоезд «Московский» ЭМ2И (модернизация ЭР2). С 2006 года поезда также следовали в аэропорт от Белорусского вокзала по Алексеевской соединительной ветви с остановками на станции Каланчёвская и Курском вокзале, затем по Бирюлёвской соединительной ветви (с Курского на Павелецкое направление), но в 2008 году были отменены. Под контроль ООО «Аэроэкспресс» линия была передана 9 июля 2008 года.
Первоначально линию обслуживали электропоезда серий ЭМ2, ЭМ2И и ЭД4М. В настоящее время по маршруту курсируют одноэтажные поезда модели ЭД4МКМ-АЭРО. Ранее также маршрут обслуживали двухэтажные ЭШ2, но позднее все поезда серии ЭШ2 были переведены в аэропорт Шереметьево.
С 28 декабря 2018 года поезда останавливаются также на платформе Верхние Котлы, а с 12 июля 2021 года — частично в городе Домодедово.
- Электропоезд ЭШ2 отправляется от платформы Верхние Котлы
- Электропоезд ЭШ2 проезжает станцию Чертаново
- Ускоренный вид линии от Домодедово до Павелецкого вокзала

#### Одинцово — Белорусский вокзал — аэропорт Шереметьево
27 августа 2009 года состоялось открытие нового терминала «Аэроэкспресс» на Белорусском вокзале и был дан старт курсированию электропоездов между Белорусским вокзалом и станцией Аэропорт Шереметьево. Интервал движения поездов составлял преимущественно 30 минут, в часы пик — 20, время в пути — 35 минут. Поезда следовали в аэропорт Шереметьево и в обратном направлении без остановок. Следование осуществляется по Алексеевской соединительной ветви до Савёловского вокзала и далее по Савёловскому направлению. На момент открытия маршрут обслуживали только электропоезда ЭД4МКМ-АЭРО.
27 августа 2014 года компания «Аэроэкспресс» отметила пятилетие маршрута Белорусский вокзал — Шереметьево.
6 сентября 2018 года маршруту введена промежуточная остановка на платформе Окружная.
С 4 июля 2019 года по соглашению с ЦППК несколько рейсов «Аэроэкспресса» (две пары в будние дни и три в выходные) были продлены от Белорусского вокзала до станции Одинцово Белорусского направления. От Белорусского вокзала до Одинцово и обратно поезда стали следовать в обычном режиме со всеми остановками.
С 21 ноября все рейсы были продлены до Одинцово со всеми остановками на продлённом участке, а также введена остановка на Савёловском вокзале. На участке маршрута от Одинцово до Окружной действительны как обычные пригородные билеты по единым тарифам с ЦППК или карты Тройка в рамках тарифной системы МЦД, так и билеты Аэроэкспресса до аэропорта, при наличии которых дополнительная оплата за проезд между Белорусским вокзалом и Одинцово не требуется. При этом на маршруте стали работать шестивагонные электропоезда ЭШ2.
1 июня 2022 была открыта железнодорожная линия от платформы Шереметьевская до терминалов B и C аэропорта и новый остановочный пункт Аэропорт Шереметьево-Северное. Поезд ехал до старой станции, машинист менял кабину (стоянка 5 минут), и состав направлялся в сторону платформы Аэропорт Шереметьево-Северное. В маршрутоуказателях и информаторах остановочные пункты называются «Аэропорт Шереметьево, Терминалы D, E, F» и «Аэропорт Шереметьево, Терминалы B, C» соответственно. Цена не изменилась.
В декабре 2022 года была построена ветка от Шереметьевской непосредственно до северных терминалов. Схема движения поездов изменилась, и теперь Аэропорт Шереметьево, Терминалы D, E, F — конечная станция в обоих направлениях, а Аэропорт Шереметьево, Терминалы B, C — соответственно вторая или предпоследняя.
- Электропоезда ЭД4МКМ-АЭРО на линии

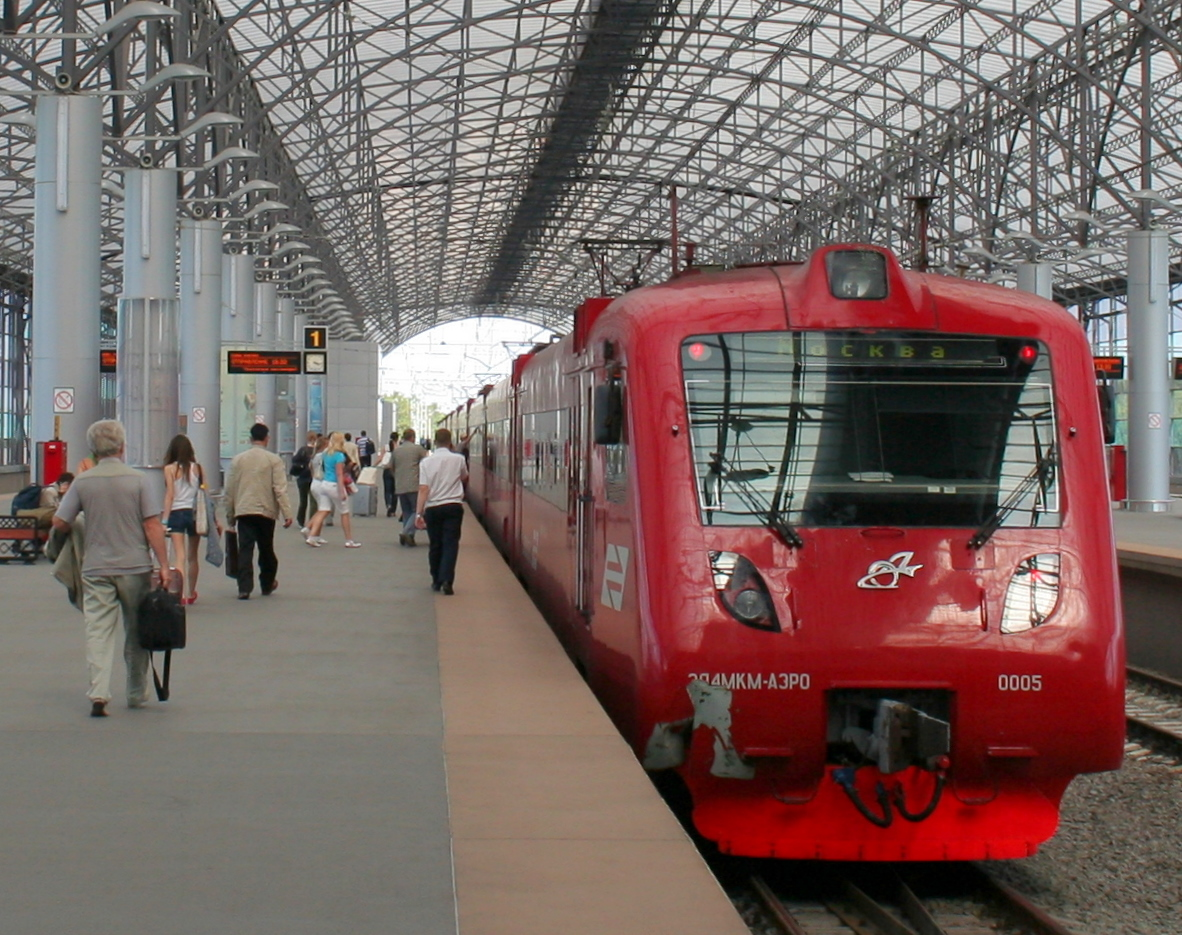
Электропоезд ЭД4МКМ-АЭРО на станции Аэропорт Шереметьево
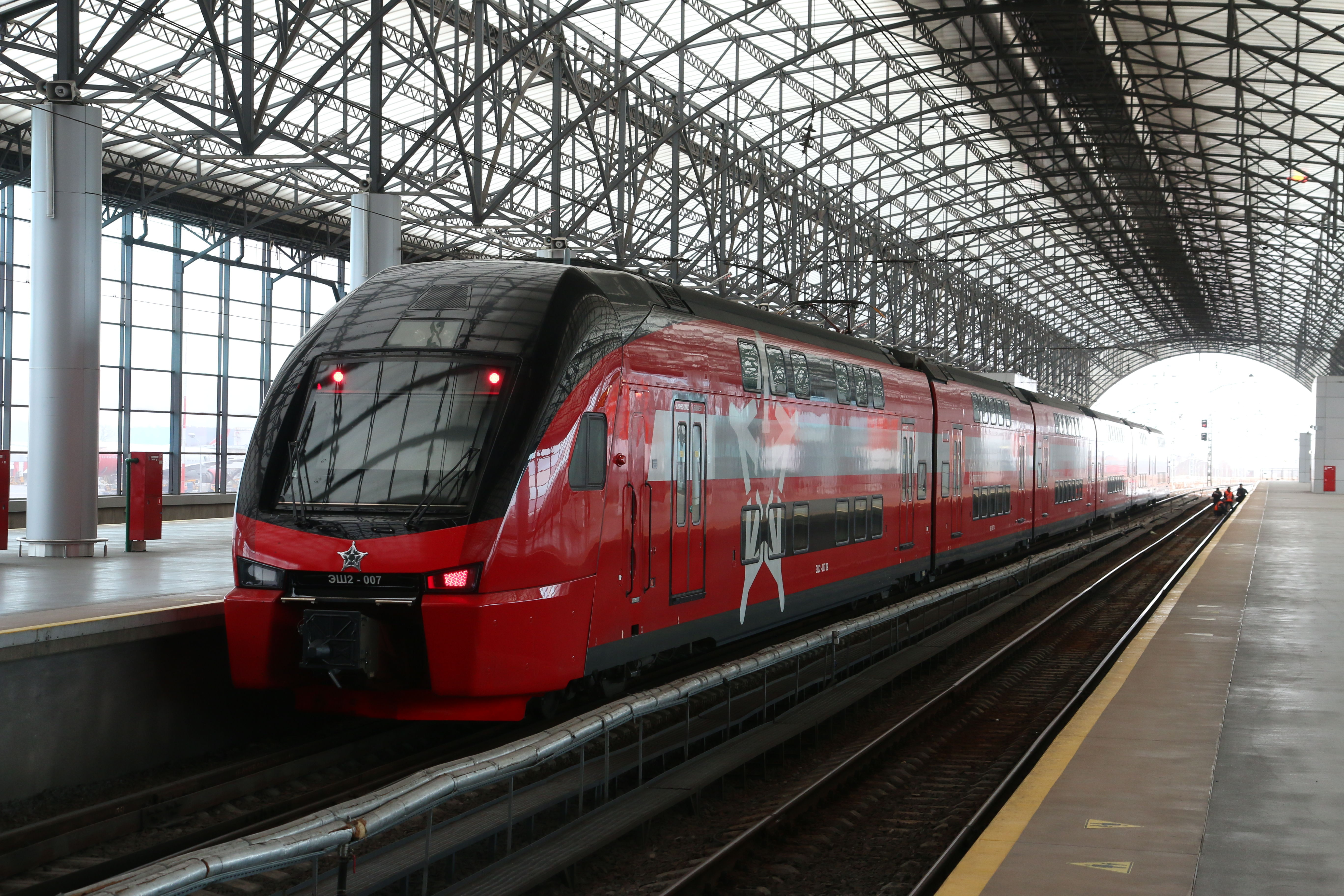
Электропоезд ЭШ2 на станции Аэропорт Шереметьево

#### Станция метро «Ховрино» — аэропорт Шереметьево (автобусные маршруты)
15 октября 2019 года компания «Аэроэкспресс» запустила регулярный автобусный экспресс-маршрут № 1195 от станции метро  Ховрино до терминалов В и C аэропорта Шереметьево. Маршрут экспресс-автобусов проходит по платной трассе М-11 без промежуточных остановок. Время в пути составляет порядка 20 минут. 20 августа 2021 года компания «Аэроэкспресс» открыла второй регулярный автобусный экспресс-маршрут до аэропорта Шереметьево — № 1195Д, следующий от станции метро «Ховрино» до терминала D (На 2023 год отменён из-за временного закрытия терминалов D, E, F).

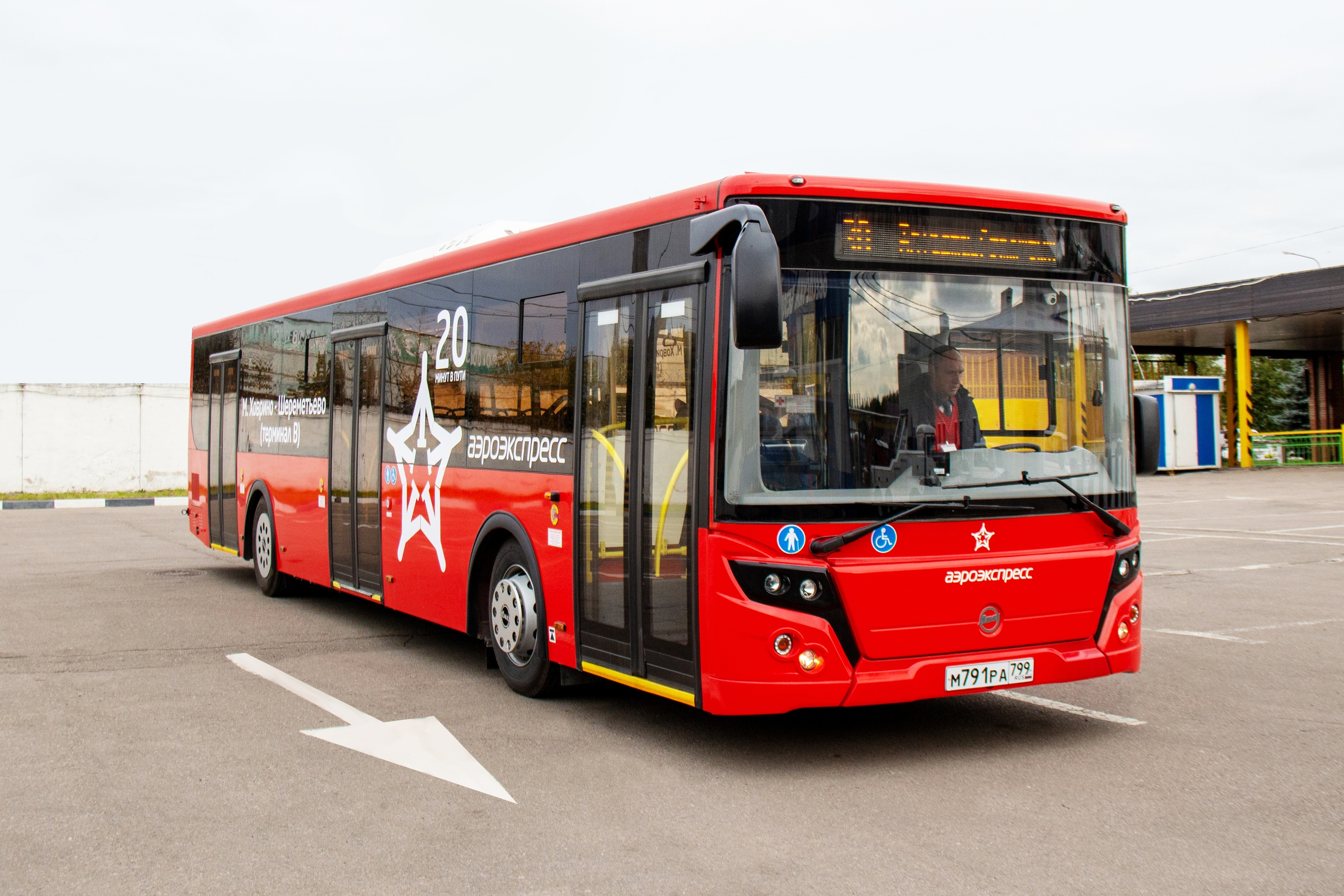
Экспресс-автобус «Аэроэкспресс» ЛиАЗ-5292
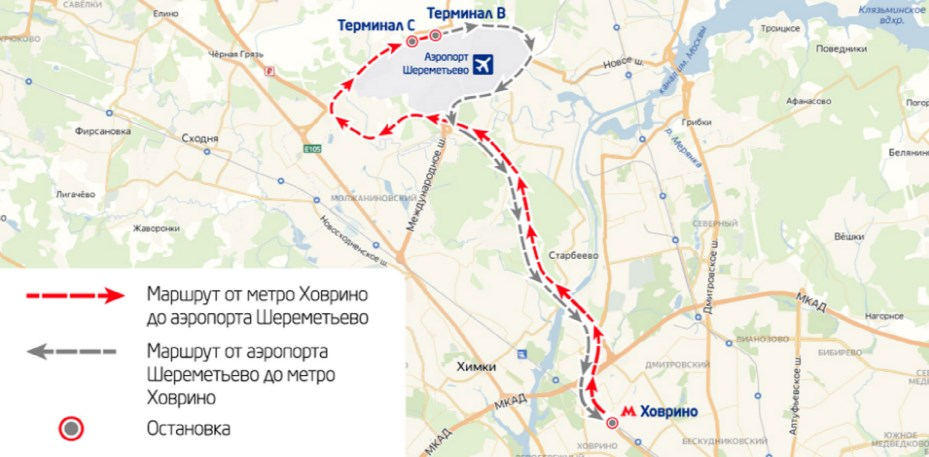
Маршрут экспресс-автобусов
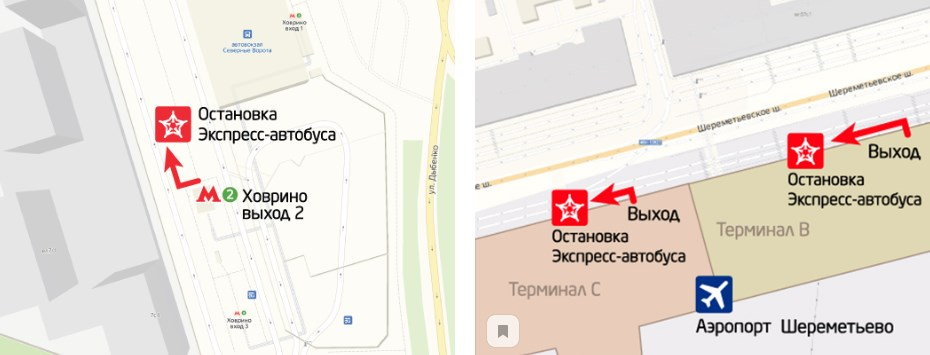
Остановки экспресс-автобусов

### Бывшие маршруты

#### Киевский вокзал — аэропорт Внуково
В 2004 году было открыто движение экспресс-поездов от Киевского вокзала по уже существовавшей линии до наземной станции Аэропорт, расположенной в стороне от аэровокзального комплекса. От неё пассажиры доставлялись на автобусах. 7 августа 2005 года было открыто продление линии примерно на 1,5 км до подземной платформы Аэропорт Внуково с непосредственным переходом в терминал аэропорта. Под контроль ООО «Аэроэкспресс» линия была передана 15 мая 2008 года.
В 2008 году некоторое время утренние и вечерние аэроэкспрессы делали дополнительную остановку на платформе Переделкино.
На маршруте первоначально эксплуатировались электропоезда ЭД4М. С конца 2017 года их почти полностью заменили двухэтажные электропоезда серии ЭШ2, а в 2018 году последние ЭД4М были сняты с эксплуатации на маршруте. С 2019 года в связи с переводом составов серии ЭШ2 на маршрут Одинцово — аэропорт Шереметьево, на маршрут «Киевский вокзал — аэропорт Внуково» вышли электропоезда ЭС2Г «Ласточка», арендуемые у ОАО «РЖД».
С 27 декабря 2021 года аэроэкспресс останавливается на платформе Аминьевская.
С 1 августа 2024 года маршрут передан ЦППК.

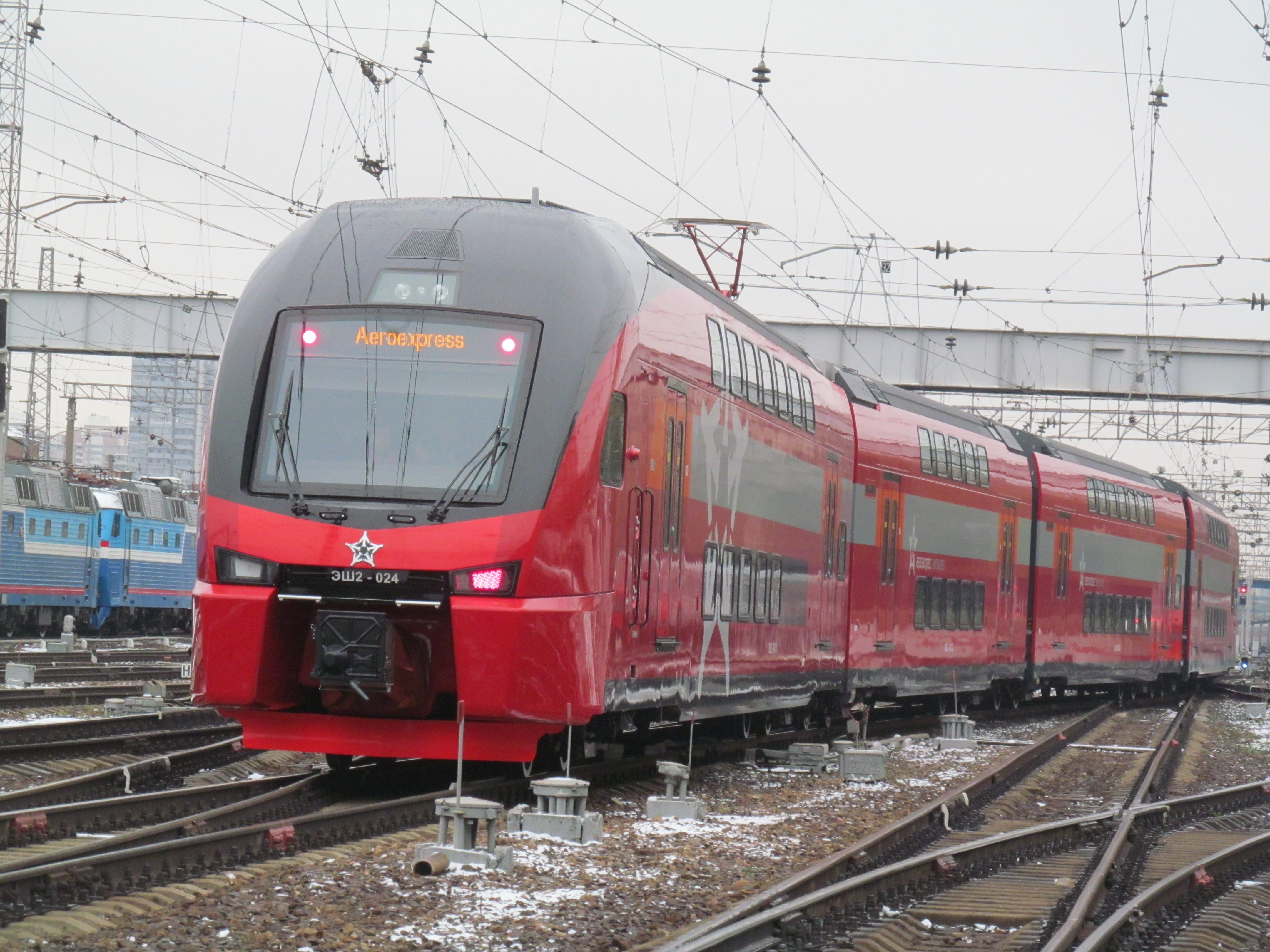
Электропоезд ЭШ2 на путях Киевского вокзала
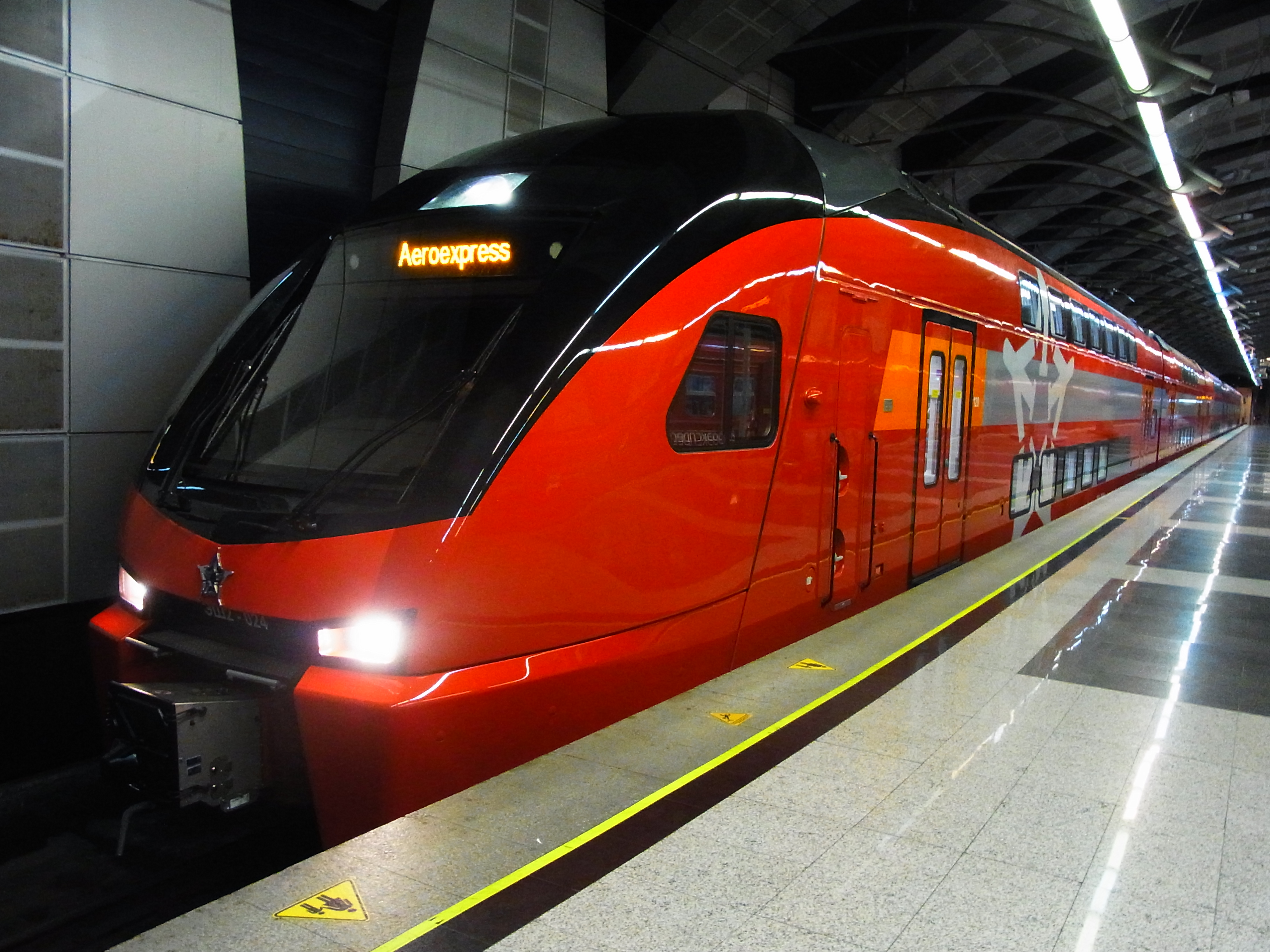
Электропоезд ЭШ2 на перегоне Солнечная — Внуково
- Электропоезд ЭШ2 на платформе Аэропорт Внуково

#### Владивосток — аэропорт Кневичи
20 июля 2012 года была запущена в эксплуатацию линия электропоезда Владивосток — аэропорт Кневичи с промежуточными остановками Вторая речка, Угольная, Артём. Интервал движения составляет 2 часа (с 8 до 20 часов). По состоянию на июль 2012 года, между городом и аэропортом ходило семь пар электричек в день . Стоимость проезда в экономклассе составляет 200 руб., в бизнес-классе — 350 руб. Продолжительность поездки составляет 48 мин. 3 июля 2012 года был проведён тестовый запуск премьер-министром РФ Д. А. Медведевым.
В январе 2013 количество рейсов было увеличено до 10 пар поездов в сутки.
Двумерный штрих-код, напечатанный на билете, является пропуском через турникет на перрон и в вагон аэроэкспресса.
С самого начала открытия регулярного движения аэроэкспресса его дальнейшая судьба находилась под вопросом. Приморье является одним из самых автомобилизированных субъектов Российской федерации — до 90 % домохозяйств имеют личные автомобили, поэтому жители Владивостока не склонны использовать дорогой аэроэкспресс в качестве пригородного транспорта, а пассажиров аэропорта недостаточно, чтобы сделать аэроэкспресс окупаемым. Генеральный директор «Аэроэкспресс» Алексей Криворучко неоднократно заявлял об убыточности перевозок во Владивостоке и грозился уйти из региона. Правительство РФ обещало возместить убытки компании, но вопрос так и не был решён. С 1 марта 2015 года обслуживанием маршрута Владивосток — аэропорт Кневичи занимается компания АО «Экспресс Приморья».

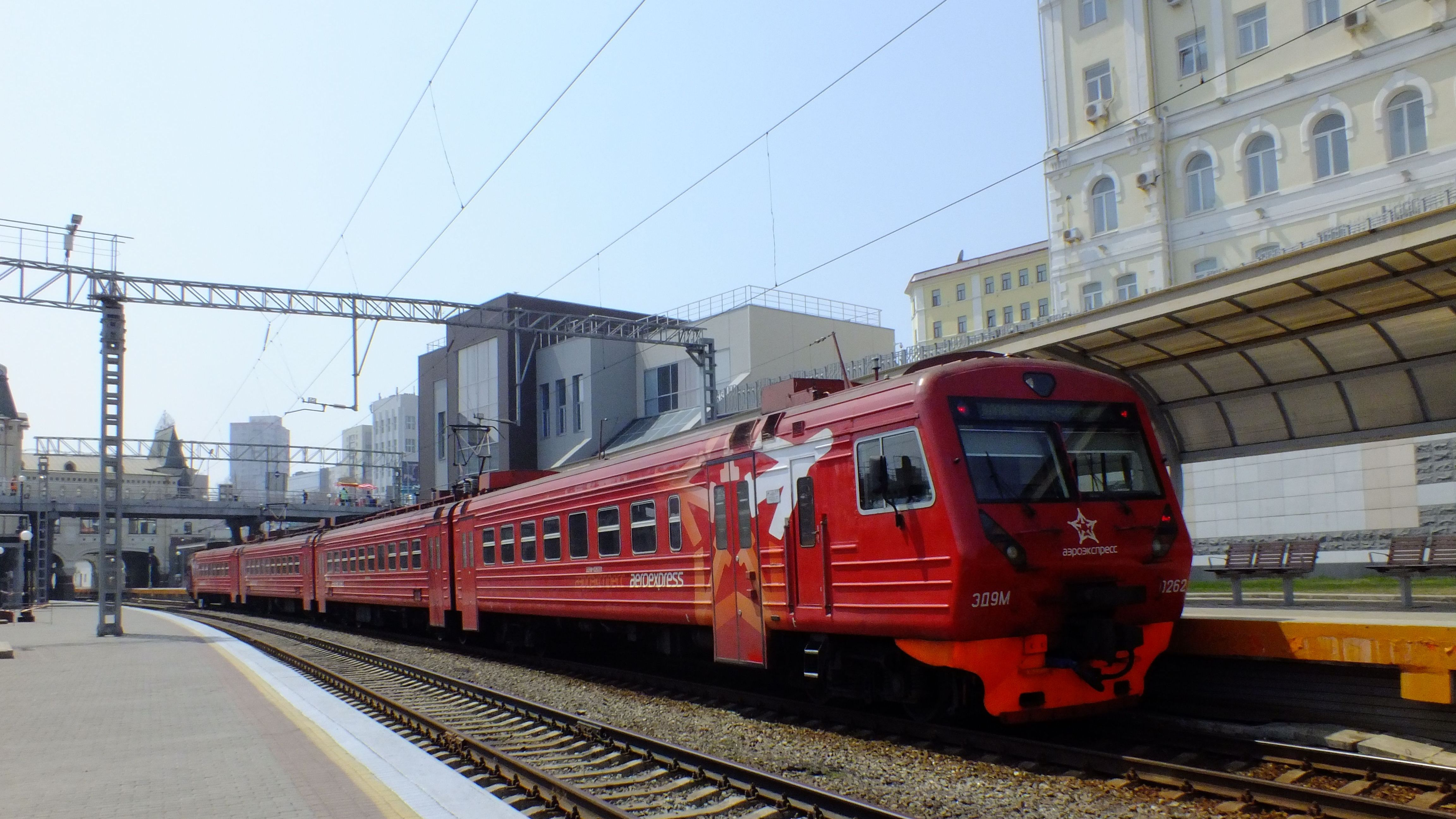
Электропоезд ЭД9М на вокзале Владивостока
- Поездка на электропоезде ЭД9М по маршруту аэроэкспресса Владивостока

#### Казань — Международный аэропорт Казань
22 мая 2013 года была запущена линия между Казанью (главным вокзалом Казань-1) и международным аэропортом «Казань». В день курсировало 9 пар поездов, стоимость поездки в экономклассе — 200 руб. Продолжительность поездки составляла 20 минут. С 1 июня 2014 года компания «Аэроэкспресс» ввела промежуточную остановку на станции Юбилейная. С 1 января 2015 года Аэроэкспресс прекратил обслуживание данного маршрута. С 1 февраля 2015 года обслуживанием маршрута Казань — аэропорт в виде линии городской электрички (казанских электропоездов) c остановками на пяти промежуточных станциях занимается ОАО ППК «Содружество».

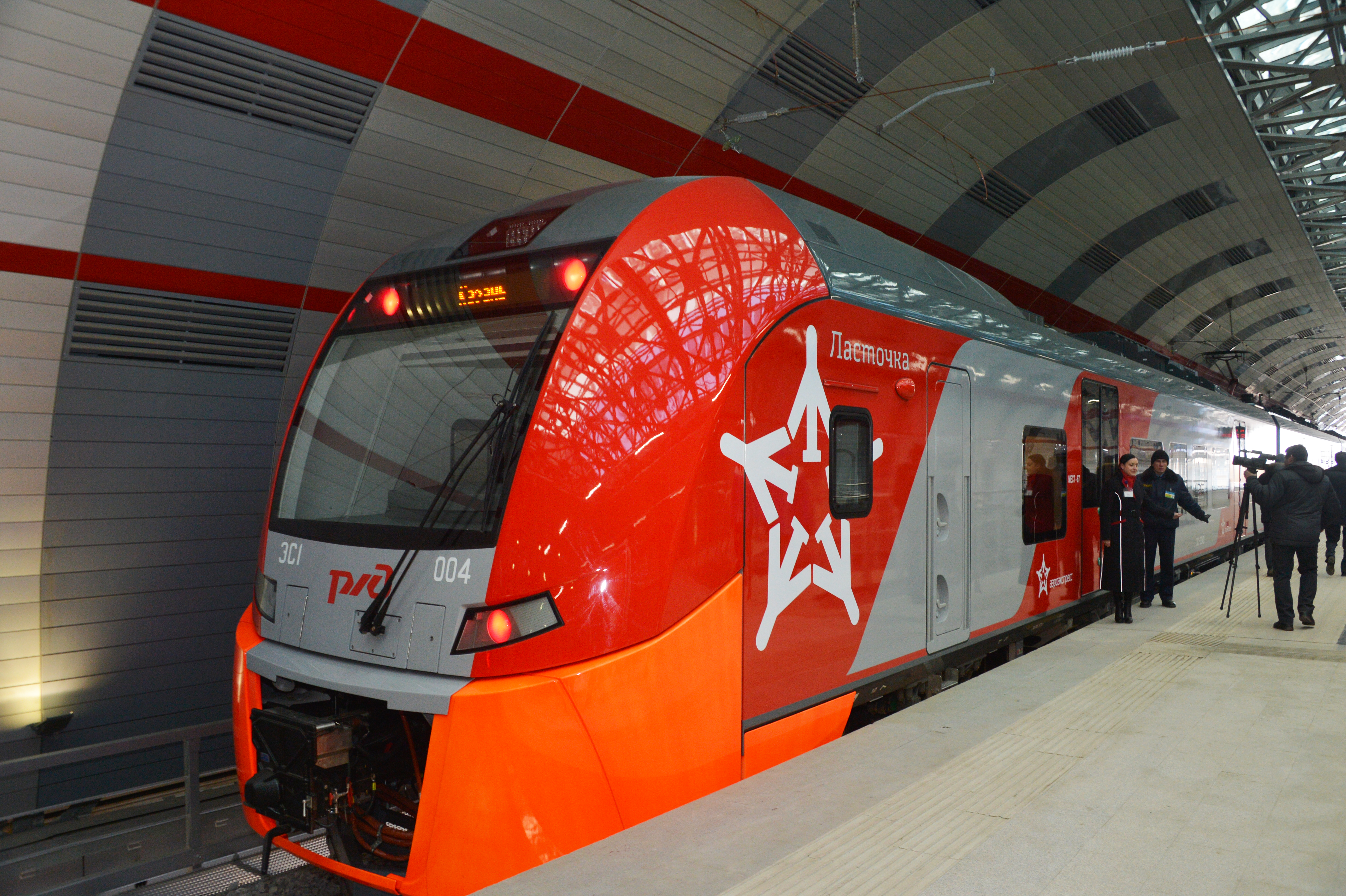
Электропоезд ЭС1 Казанского аэроэкспресса
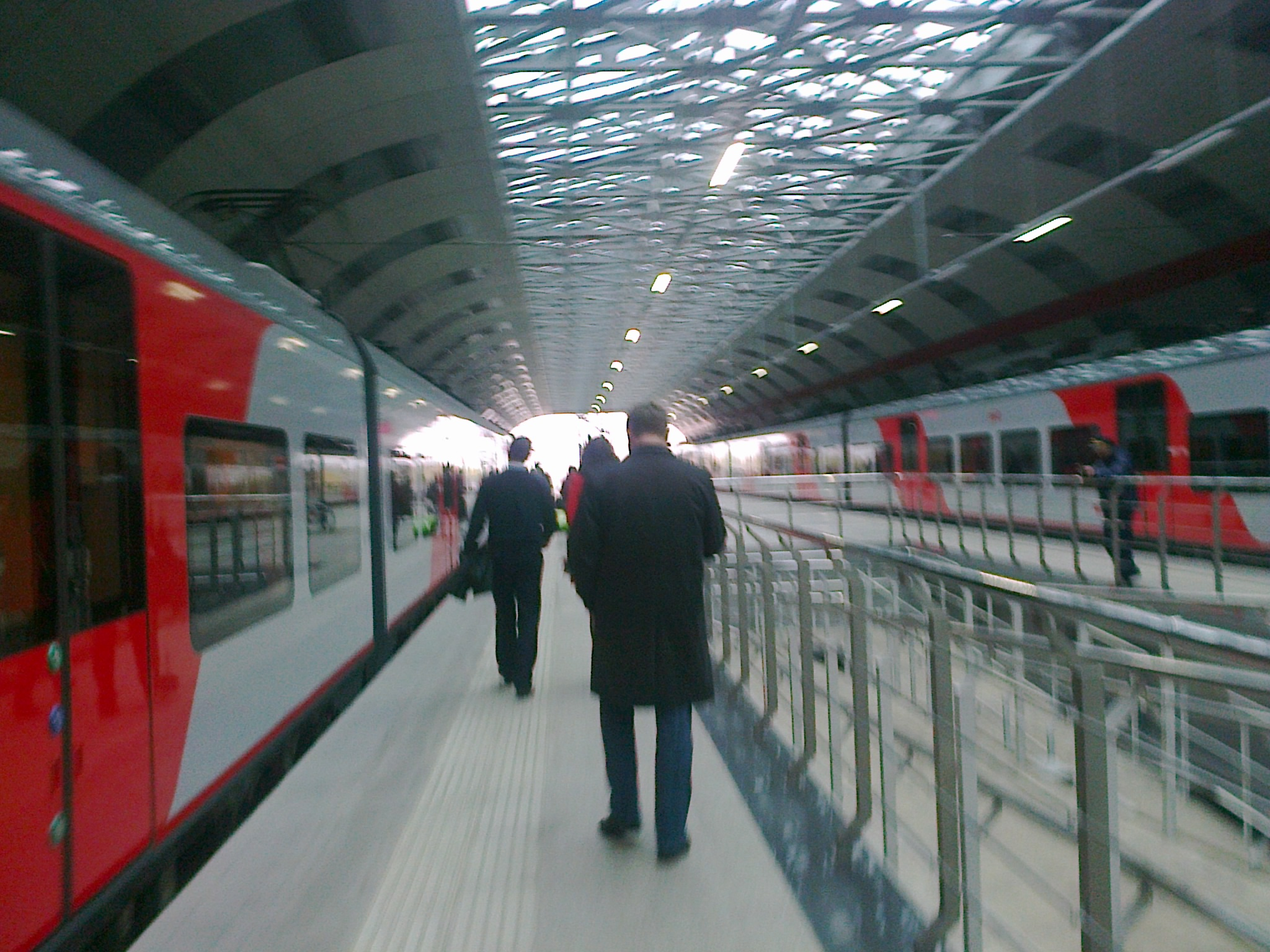
Платформенный зал станции Аэропорт
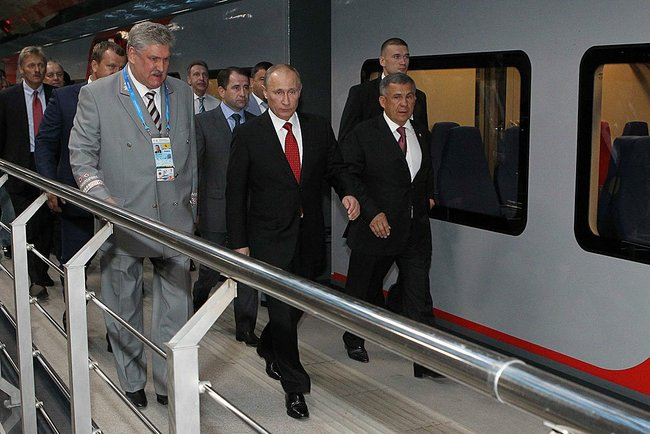
Президент России В. Путин и президент Татарстана Р. Минниханов в день открытия линии аэроэкспресса в Казани

#### Савёловский вокзал — станция Лобня — аэропорт Шереметьево
В декабре 2005 года, ещё до постройки ответвления от Савёловского направления в аэропорт «Шереметьево», была открыта линия от Савёловского вокзала до станции Лобня. До аэропорта пассажиров доставляли автобусами. С июня 2008 года, после завершения строительства железнодорожного терминала «Аэроэкспресс» в аэропорту Шереметьево, поезда начали курсировать с Савёловского вокзала до Шереметьева. При этом маршрут «Савёловский вокзал — Лобня» продолжил существовать. В сентябре 2009 года Аэроэкспресс был перенесён с Савёловского вокзала Москвы на Белорусский. С 3 октября 2011 года перевозки на маршруте «Савёловский вокзал — Лобня» осуществляет «РЭКС: регион-экспресс». С августа 2015 года маршрут передан ОАО «ЦППК».

### Перспективы в Санкт-Петербурге
Решение о запуске сообщения между Санкт-Петербургом и аэропортом Пулково Правительство Петербурга принималось несколько лет (например, разрабатывался проект надземного экспресса).
Согласно ИТАР-ТАСС в 2014 году Министерство транспорта поддержало заявку Правительства Санкт-Петербурга на федеральное софинансирование линии аэроэкспресса от аэропорта «Пулково» до Балтийского вокзала.
В итоге проект получил финансирование от федерального правительства. Размер субсидий на условиях кредитования составил 10 млрд рублей, что, вместе с поддержкой инвестора, позволяет реализовать проект в полном масштабе.
В 2017 году определились с маршрутом «Аэроэкспресса» — от аэропорта «Пулково» до Витебского вокзала (станция метро «Пушкинская»). Смета проекта уже была составлена, общий бюджет строительства составлял 17 млрд рублей, из которых 7 млрд собирался вложить частный инвестор, группа компаний ЛСР. Изначально предполагался запуск аэроэкспресса до Балтийского вокзала, однако в ходе обсуждений было принято решение о строительстве линии до Витебского вокзала. Было запланировано провести трассу по существующим путям до псковского направления, с продлением на 4 км до вокзала.
24 мая 2018 года в рамках Петербургского экономического форума было подписано соглашение о намерениях по реализации проекта создания и эксплуатации, а проект планировалось реализовать в формате государственно-частного партнёрства. Проект оценили в 18,8 млрд рублей.
В июле 2018-го Смольный официально объявил конкурс на строительство аэроэкспресса. 7 февраля 2019-го конкурс был официально отменён.
В комитете по инвестициям рассказали, что власти намерены провести дополнительную работу и сравнить альтернативные варианты транспортного сообщения с аэропортом. Вице-губернатор Петербурга Эдуард Батанов заявил, что петербургские власти всё ещё рассматривают аэроэкспресс наравне с альтернативами.

## Подвижной состав

### Действующий
«Аэроэкспресс» имеет собственный пассажирский подвижной состав, разработанный по специальному заказу на российском Демиховском машиностроительном заводе и швейцарской компанией Stadler. Компания эксплуатирует всего 11 двухэтажных поездов ЭШ2 и 7 одноэтажных ЭД4МКМ-АЭРО. Техническое обслуживание составов производится в локомотивном депо имени Ильича на территории Белорусского вокзала.
- ЭД4МКМ-АЭРО — модификация электропоезда ЭД4М, отличающаяся более обтекаемой формой лобовой части головных вагонов и конструкцией окон. Все поезда были изготовлены по специальному заказу «Аэроэкспресса» на основе электропоезда ЭД4МКМ, выпущенного в единственном экземпляре с салоном межрегионального исполнения, и стали первыми электропоездами семейства ЭД4 с прислонно-сдвижными дверями и герметичными межвагонными гармошками. Все поезда были построены в период 2007—2009 годов[65], и планировка их салонов с незначительными отличиями стала использоваться для выпущенных позднее ЭД4М. От стандартных ЭД4М, эксплуатировавшихся «Аэроэкспрессом», салон имеет некоторые отличия, такие как полуавтоматические одностворчатые стеклопластиковые двери между тамбуром и салоном, окна без форточек, сплошные багажные полки, туалеты в каждом вагоне и т. д. По техническим характеристикам практически идентичны ЭД4М[66]. В связи с переводом маршрута Одинцово — Аэропорт Шереметьево на шестивагонные ЭШ2, поезда ЭД4МКМ-АЭРО переведены на маршрут в Домодедово.
- ЭШ2 — двухэтажные электропоезда семейства Stadler KISS с асинхронным тяговым приводом, заказанные в 2014 году в преддверии чемпионата мира по футболу 2018 года и выпущенные в период 2014—2016 годов. Разработаны швейцарской компанией Stadler Rail AG по специальному заказу «Аэроэкспресса» и выпускались в Швейцарии на заводе в Альтенрейне и в Белоруссии на заводе Stadler в Фаниполе под Минском. Изначально планировалась закупка 25 таких поездов для полного обновления парка[67], но в связи с валютным кризисом и девальвацией рубля по отношению к евро в 2014 году компания была вынуждена сократить контракт и отказаться от части поездов, и в итоге их было закуплено 11: 9 шестивагонных и два четырёхвагонных[68]; остальные были выкуплены ADY и Грузинской железной дорогой. В техническом отношении эти поезда существенно превосходят отечественные и соответствуют европейскому уровню; максимальная скорость их составляет 160 км/ч (против 130 у ЭД4М)[69]. По состоянию на 2018 год 11 поездов ЭШ2 номеров эксплуатировалось на Киевском и Павелецком направлениях МЖД[64][68]. В 2019 году в рамках проекта МЦД шестивагонные составы переведены на маршрут Одинцово — Аэропорт Шереметьево.

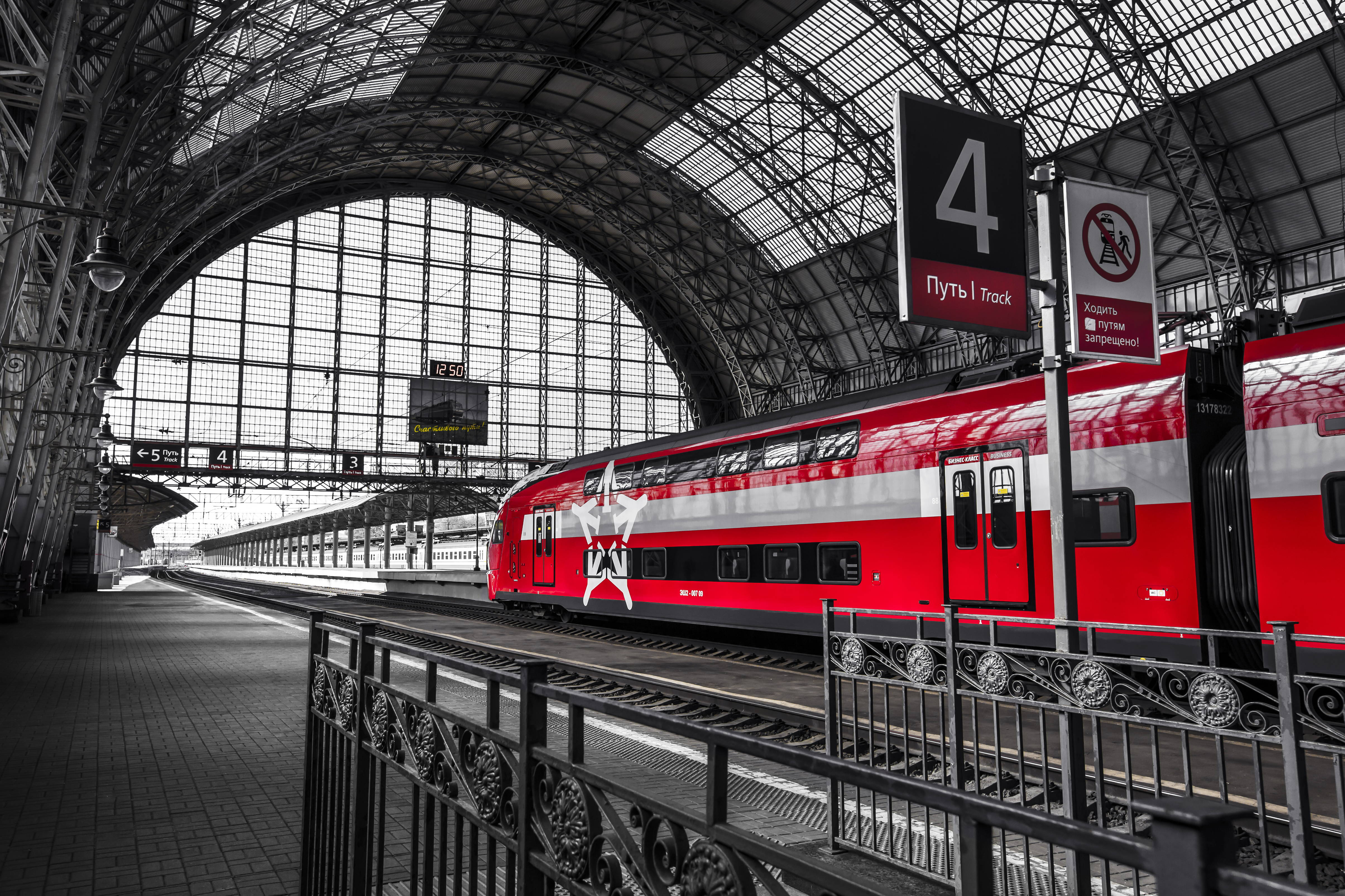
Электропоезд ЭШ2 на Киевском вокзале
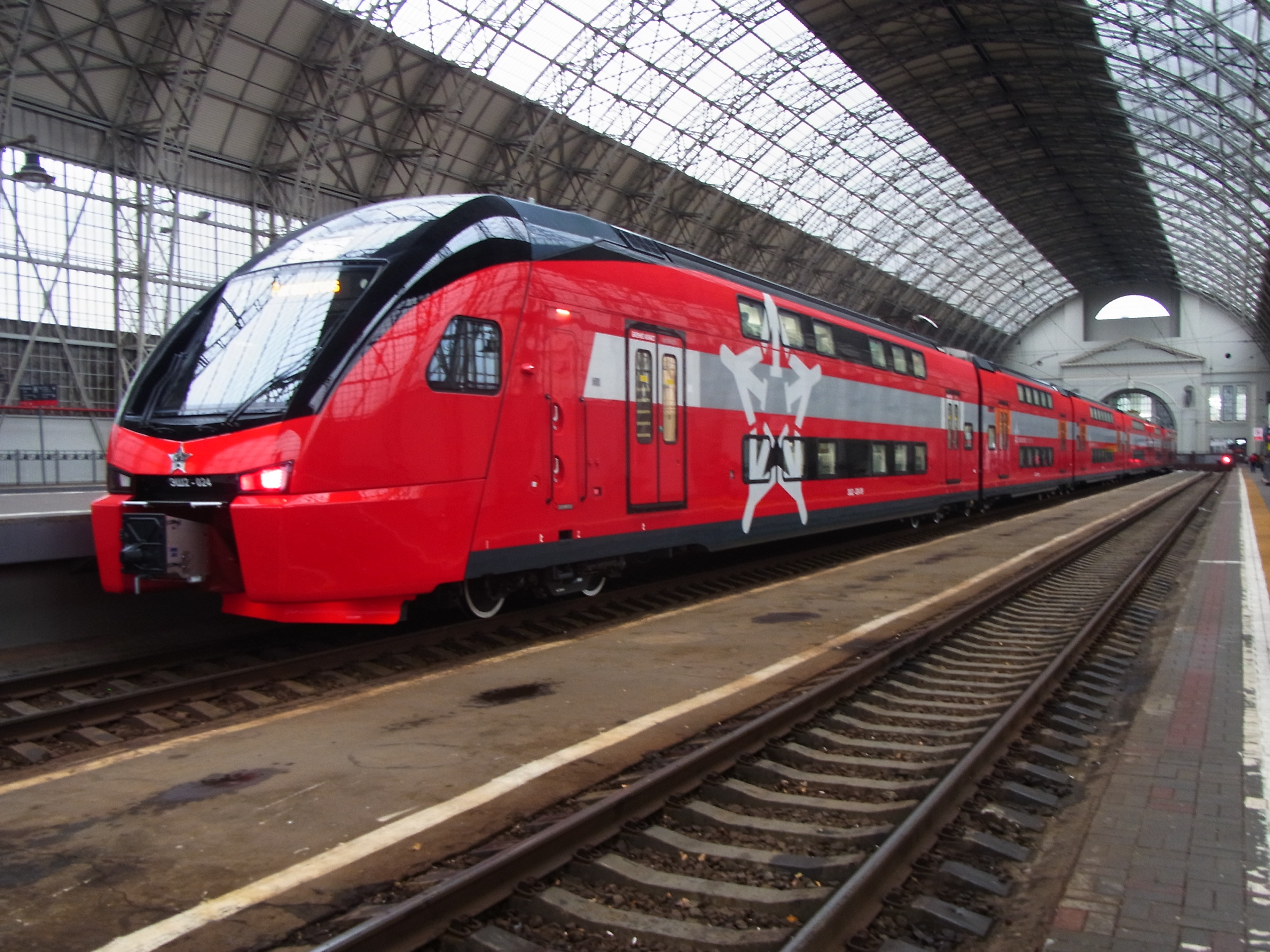
Электропоезд ЭШ2 на Киевском вокзале
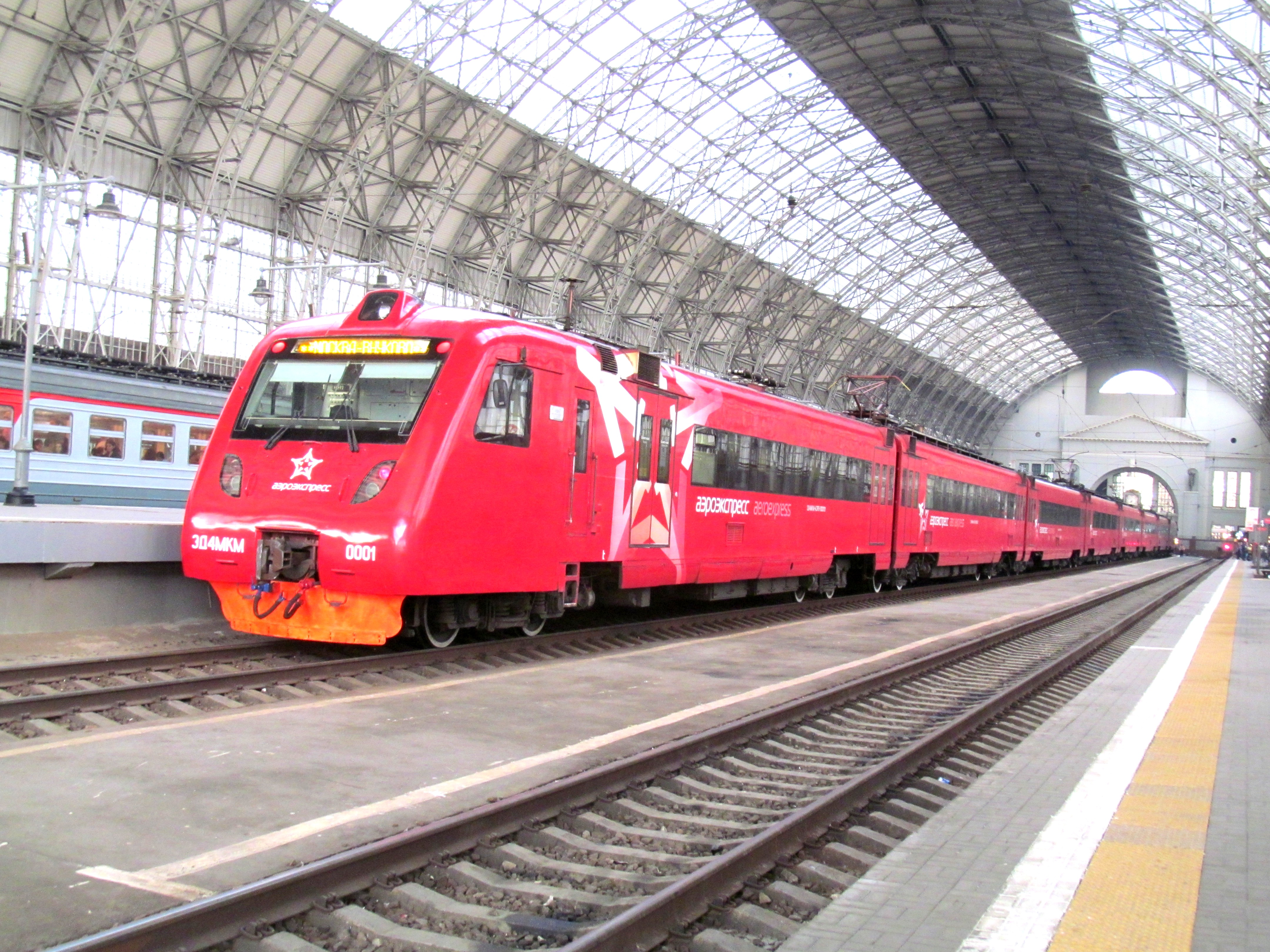
Электропоезд ЭД4МКМ-АЭРО на Киевском вокзале

#### Пассажирские салоны
Во всех электропоездах имеется один вагон с салоном бизнес-класса, оборудованным мягкими кожаными креслами, расположенными по схеме 2+2, при посадке в который производится проверка билетов повышенной стоимости. Остальные вагоны имеют салоны с мягкими креслами с тканевой обивкой, расположенными по схеме 2+3. Салоны поездов оборудованы мягкими пассажирскими креслами, стеллажами для багажа, новыми системами отопления и кондиционирования воздуха, системами безопасности и противопожарной защиты, видео- и аудиоинформирования пассажиров, экологически чистыми вакуумными туалетами. В составе поездов есть специально оборудованные вагоны для лиц с ограниченными физическими возможностями.

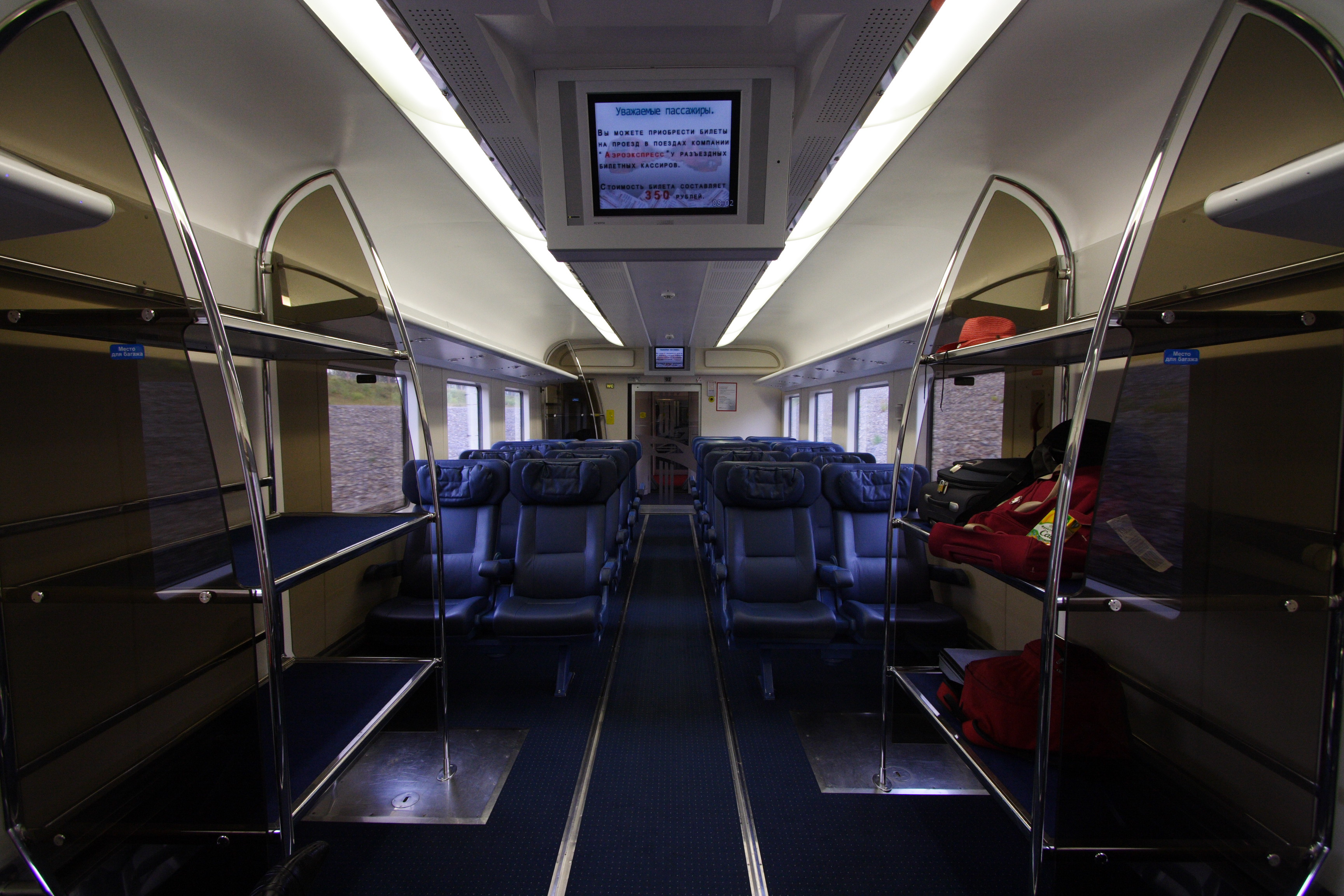
Интерьер вагона бизнес-класса ЭД4МКМ-АЭРО
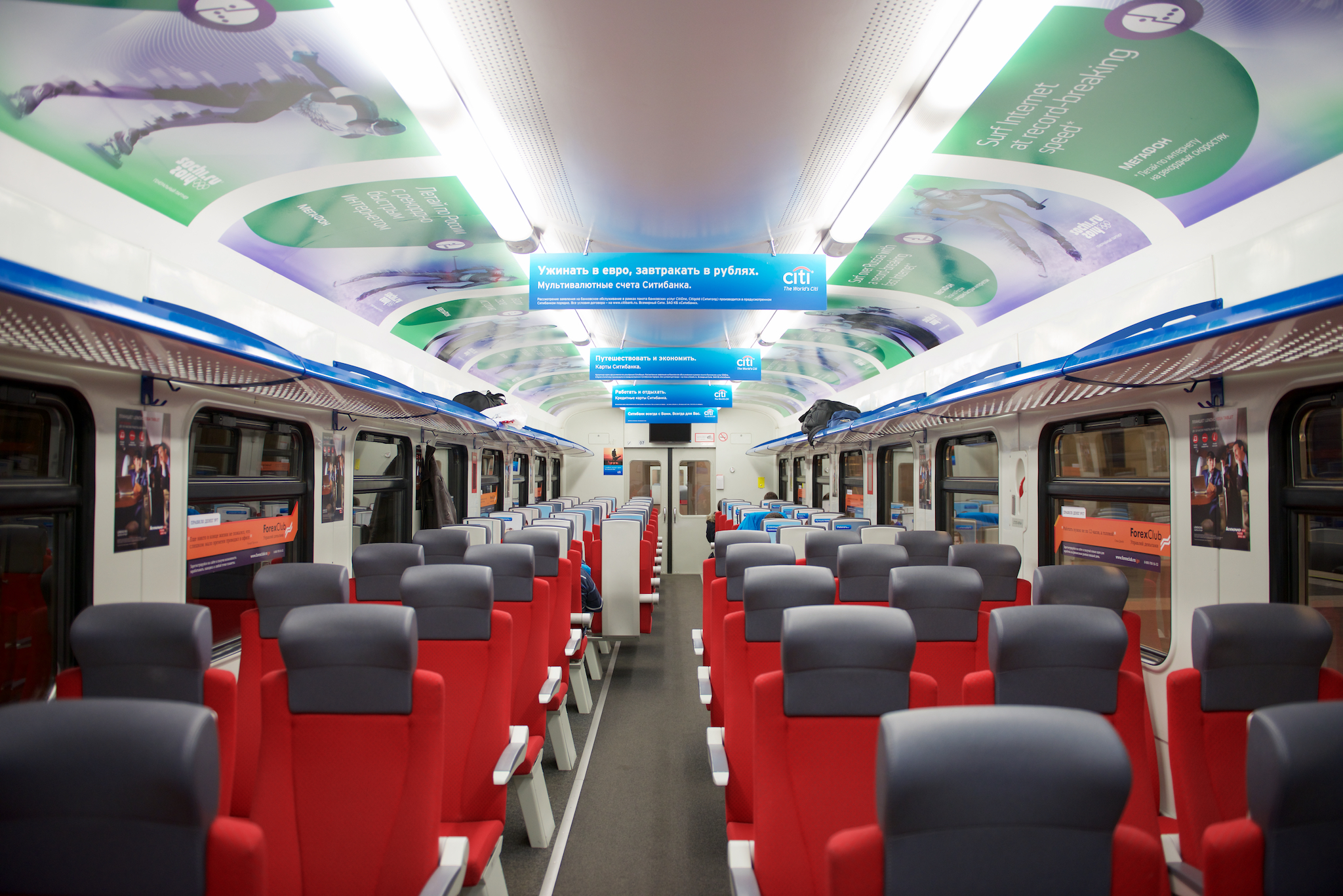
Интерьер вагона стандартного класса ЭД4М
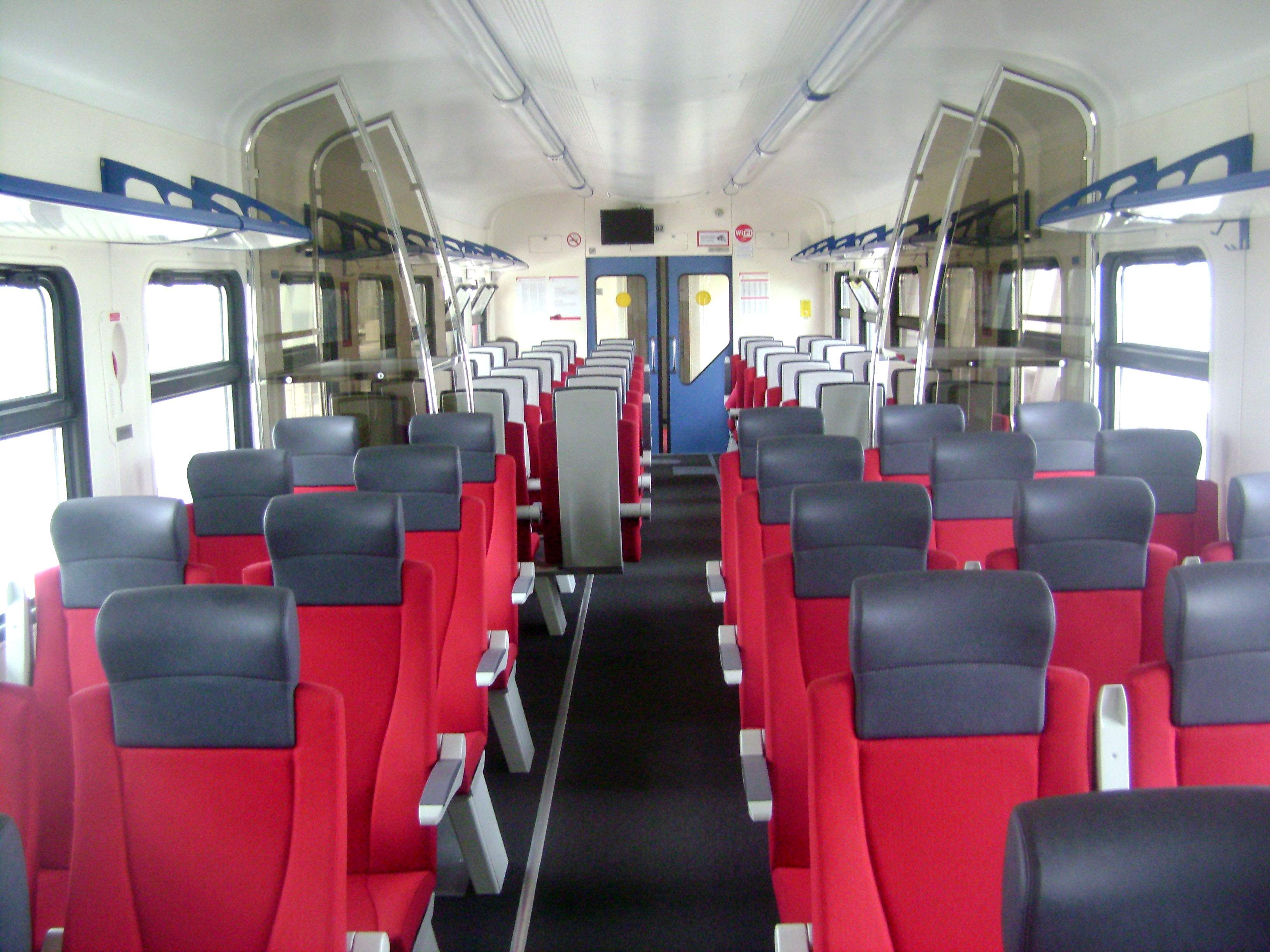
Интерьер вагона стандартного класса ЭД9М
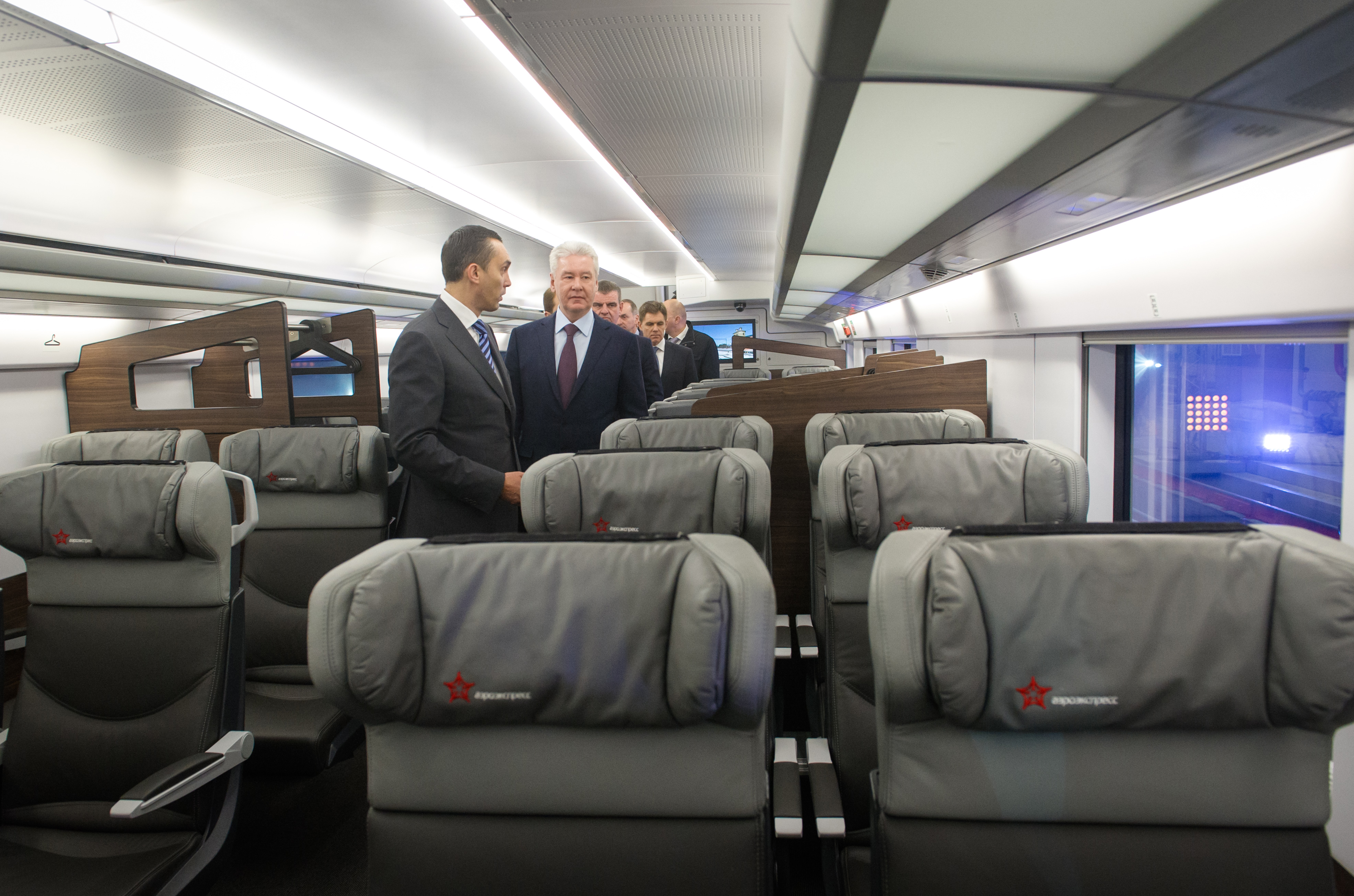
Интерьер вагона бизнес-класса на 2 этаже ЭШ2
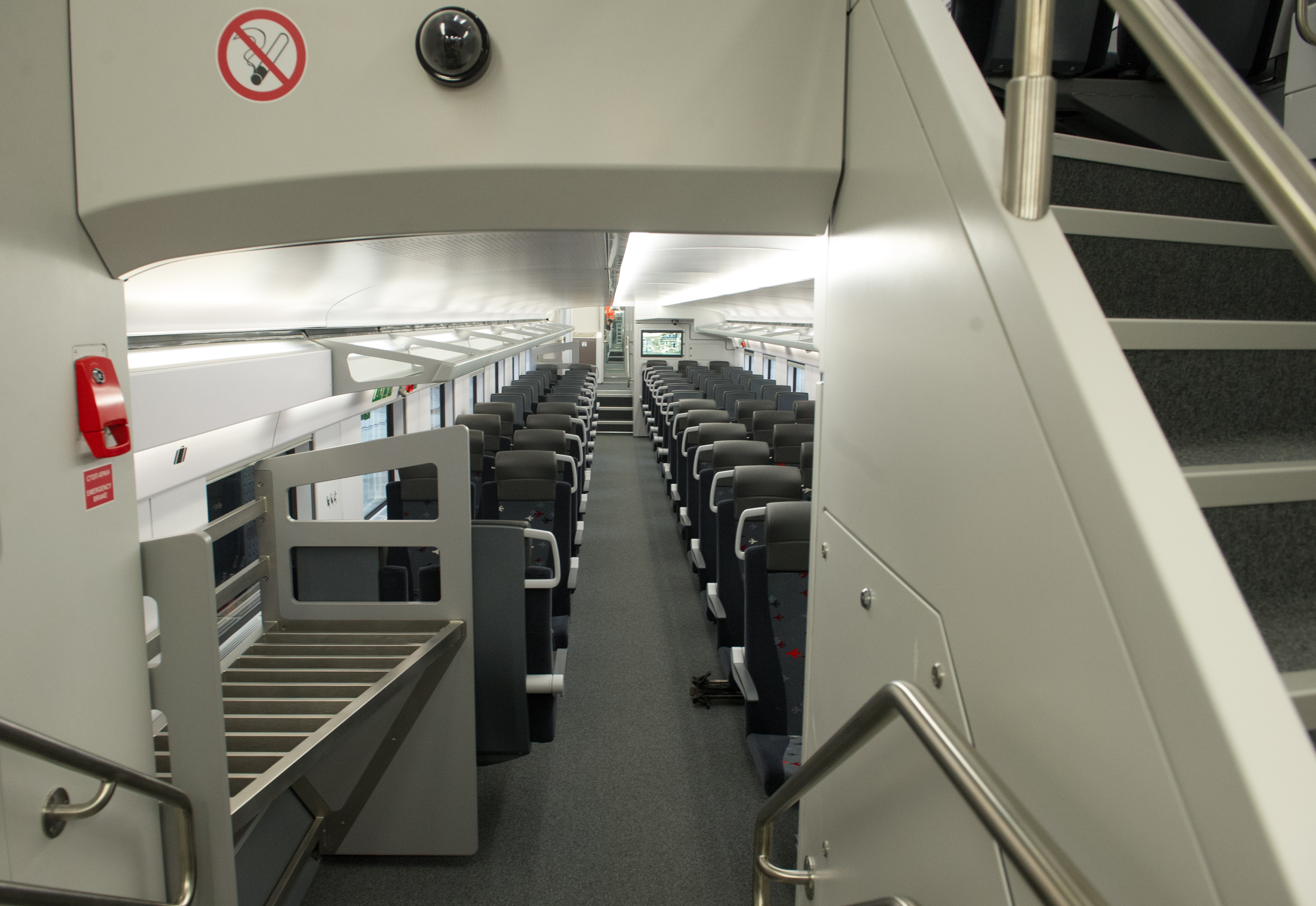
Интерьер вагона стандартного класса на 1 этаже ЭШ2
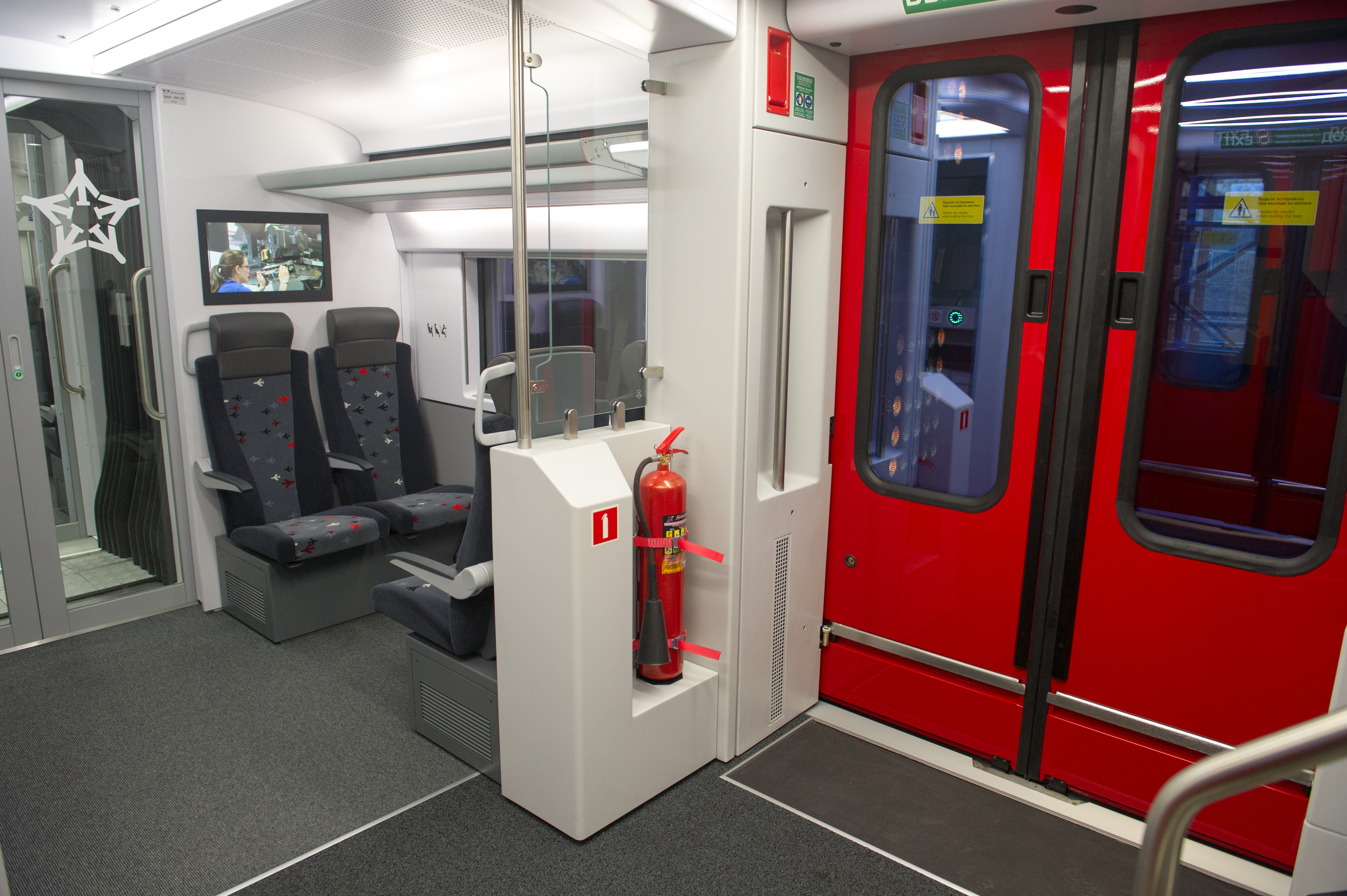
Места стандартного класса в тамбурной зоне ЭШ2

### Снятые с эксплуатации
- ЭМ2, ЭМ2И — модернизированные электропоезда ЭР2, арендовавшиеся у РЖД и эксплуатировавшиеся на Московском узле. Имели бело-бежевую окраску и салоны повышенной комфортности. В начале 2010-х годов после обновления парка новыми электропоездами ЭД4М составы были отстранены от эксплуатации на маршрутах в аэропорты[70][71].
- ЭД4М — до 2018 года являлся основным типом пригородных электропоездов постоянного тока в парке «Аэроэкспресса» на Московском узле. Электропоезда выпускались в 2000-х и первой половине 2010-х годов на Демиховском машиностроительном заводе . Составы арендовались у РЖД, однако часть из них имела фирменную окраску компании. Эксплуатировались как поезда ранних выпусков с горизонтальными буферными фонарями, раздвижными дверями и резиновыми межвагонными переходами, так и более новые поезда с наклонными буферными фонарями, прислонно-сдвижными дверями и герметичными межвагонными переходами-гармошками, построенные в период 2012 года. В первой половине 2010-х годов все электропоезда ранних выпусков были переданы на обычные маршруты. Головные вагоны поездов оборудовались туалетами. В конце 2017 — начале 2018 года был осуществлён вывод оставшихся ЭД4М из эксплуатации на маршрутах Аэроэкспресса[52] с заменой на ЭШ2 и передачей на обычные пригородные или экспрессные маршруты Санкт-Петербургского железнодорожного узла[12].
- ЭД9М — электропоезда переменного тока, эксплуатировавшиеся компанией на маршруте Владивосток — Аэропорт Кневичи. По сравнению с обычными составами ЭД9М они имеют наклонные буферные фонарями, прислонно-сдвижные двери и герметичные межвагонные переходы-гармошки, как и ЭД4М последних выпусков. Поезда имели фирменную окраску компании «Аэроэкспресс», но после смены перевозчика были перекрашены в красно-серую окраску РЖД и продолжили эксплуатацию на том же маршруте[72].
- ЭС1 — двухсистемные электропоезда, временно эксплуатировавшиеся в Казани. Состояли из пяти вагонов, имевших мягкие кресла по схеме 2+3. После завершения эксплуатации составы были переведены на другие маршруты, а вместо них стали использоваться ЭД9М.

## Способы оплаты проезда
Билеты на «Аэроэкспресс» можно приобрести несколькими способами: в кассах, билетопечатающих автоматах, на турникетах с помощью технологии Pay@Gate, на сайте www.aeroexpress.ru, через мобильное приложение (iOS и Android), у мобильных кассиров в аэропортах.
В 2013 году компания запустила собственное бесплатное мобильное приложение, сервис оплаты Pay@Gate (оплата проезда банковскими картами Visa payWave или MasterCard PayPass прямо на турникетах), систему оплаты билетов через «Мобильный банк Сбербанка» (совместный проект «Аэроэкспресса» и Сбербанка).
С сентября 2014 года компания «Аэроэкспресс» предоставляет новую услугу на своём сайте — страхование путешествия от ведущих страховых компаний: «РЕСО-Гарантия», «ВТБ Страхование», «Русская страховая транспортная компания». Теперь на сайте www.aeroexpress.ru можно оформить страховку от несчастного случая, кражи имущества, потери багажа, задержки рейса и т. д.
С ноября 2014 года «Аэроэкспресс» начал принимать карту «Тройка» для оплаты проезда. Новый способ оплаты реализован компанией совместно с Московским метрополитеном при поддержке Департамента транспорта столицы.
В декабре 2014 года билеты на «Аэроэкспресс» стали доступны пользователям PayPal из любой точки мира. Компания «Аэроэкспресс» и глобальный оператор электронных платежей PayPal объявили о запуске совместного проекта, в рамках которого у российских и зарубежных пассажиров появилась возможность оплачивать билеты, приобретаемые на сайте aeroexpress.ru с помощью PayPal. Проект реализован при технической поддержке платёжного сервиса RURU. Возможность оплачивать билеты через PayPal в мобильном приложении «Аэроэкспресс» была подключена в первом квартале 2015 года.
Позже компания внесла изменения во внешний вид билета. Это произошло в июне 2017 года. Теперь на всех билетах «Аэроэкспресс» независимо от способа их покупки есть дополнительный QR-код.
В 2018 году «Аэроэкспресс» объявил о запуске технологии Apple Pay в мобильном приложении компании.
В декабре того же года к оплате билетов «Аэроэкспресс» начали приниматься карты международной платёжной системы JCB, основанной в Японии. Кроме того, оплатить билеты на «Аэроэкспресс» стало возможно с помощью Google Pay.

### Дополнительно
Во всех кассах «Аэроэкспресс» в Москве, как на железнодорожных вокзалах, так и в аэропортах, можно пополнить баланс карты «Тройка».
Льготный проезд — для льготных категорий граждан (оформляется в пункте отправления).
Персональный помощник — для пассажиров с ограниченными возможностями. В 2018 году список тех, кто может воспользоваться сервисом «Персональный помощник» был расширен. В него включены пассажиры с детьми и беременные женщины.

## Медиапроекты
В апреле 2014 года компания «Аэроэкспресс» и национальный познавательный журнал «Вокруг Света» представили фотовыставку «Далёкие близкие» на Белорусском вокзале и в аэропорту Шереметьево. В экспозиции было представлено более 50 фотографий. В ней были выставлены портреты жителей разных уголков планеты и фотографии представителей малых народов в национальных костюмах. В терминале «Аэроэкспресс» на Белорусском вокзале — традиционные жилища народов, проживающих в пустынях, джунглях, степях.
Она продлилась до сентября 2014 года.
В декабре 2014 года на смену прошлой фотоэкспозиции пришёл новый фотопроект «Сувениры далёких стран». Он состоит из двух частей — в терминале «Аэроэкспресс» на Белорусском вокзале демонстрируются работы Дмитрия Зверева, четырежды лауреата «Серебряной камеры», победителя конкурсов Best of Russia и Best photographer, а в галерее третьего этажа терминала «Аэроэкспресс» в аэропорту Шереметьево — подборка фотографий узнаваемых мест планеты от «Вокруг Света».
Объединяет же эти фотоработы одна идея — главные сувениры далёких стран — это не вещи, а воспоминания. Это память о путешествии, оставшаяся на фотографиях. Это то, что помогает восстановить самые яркие, трогательные моменты наших странствий.
Выставка продлилась до марта 2015 года.
В сентябре 2017 года в аэропорту Шереметьево также открылась совместная выставка фотографий «Россия. Экология путешествий», организованная «Аэроэкспрессом» совместно с порталом о событийном туризме TRIP2RUS.RU и информационным порталом «Автородина». Выставка была приурочена к году экологии.
С 13 июня по 16 июля 2018 года в зоне ожидания терминала «Аэроэкспресс» на Павелецком вокзале прошла выставка портретов легенд мирового и отечественного футбола авторства Дарьи Исаевой. Выставка была приурочена к Чемпионату мира по футболу — 2018.
10 сентября 2018 года «Аэроэкспресс» совместно с TRIP2RUS.RU запустил выставку фотографий «Путешествуйте дома». В проекте приняли участие 16 лучших работ Всероссийского фотофестиваля. В экспозиции были представлены пейзажи и достопримечательности регионов России.
Первый в истории моды показ в движущемся поезде прошёл 19 ноября 2019 года в двухэтажном аэроэкспрессе, следующем по маршруту «Белорусский вокзал — аэропорт Шереметьево — Белорусский вокзал». Свои коллекции продемонстрировали Виктория Андреянова, Сергей Ефремов, Zima, Freedom Atelier, Rainbow и другие. Организатором мероприятия выступило First Fashion Group — российское агентство, которое уже проводило модные дефиле в аэропорту, на крыше небоскрёба, в тропической оранжерее и других экзотических местах.

## Критика
Компания неоднократно подвергалась критике за монопольно высокие цены на проезд в Аэроэкспрессах. Так, самый дешёвый билет от Киевского вокзала до аэропорта Внуково в 2017 году стоил 500 рублей (при этом на линии тогда не использовался инновационный подвижной состав), в то время как такой же по протяжённости проезд в обычных, сходных по качеству электропоездах РЖД и ЦППК обходится пассажирам примерно в 100 рублей.
В июле 2017 года начальник Московской железной дороги Владимир Молдавер подверг критике компании-перевозчики ООО «Аэроэкспресс» и ОАО «Центральная пригородная пассажирская компания» за отказ от применения в их электропоездах рекуперативного торможения. Все расходы за использование электроэнергии частными компаниями-перевозчиками ложатся на ОАО «РЖД», а самим частным компаниям на уровне Правительства России установлены значительные финансовые преференции, включая льготную 1-процентную ставку за использование инфраструктуры РЖД. Отказ от применения рекуперативного торможения приводит к увеличенному сверх меры расходу электроэнергии на тягу поездов, вызывает существенные финансовые потери бюджета ОАО «РЖД». По итогам за 2017 год РЖД отмечало значительное число транспортных происшествий с поездами «Аэроэкспресс», в ходе которых в результате наездов погибло более 15 человек.
В связи с запуском Московских центральных диаметров и продлением маршрута аэроэкспресса из аэропорта Шереметьево до Одинцова 21 ноября 2019 года увеличилось время в пути между аэропортом и Белорусским вокзалом с 35 до 50 минут.